# Ronald Reagan
Ronald Wilson Reagan (Tampico, 6 de fevereiro de 1911 – Los Angeles, 5 de junho de 2004) foi um ator e político norte-americano, o 40.º presidente dos Estados Unidos e o 33.º governador da Califórnia. Nascido e criado em pequenas cidades de Illinois, formou-se em economia e sociologia no Eureka College e em seguida trabalhou como radialista esportivo. Mudou-se para Hollywood em 1937, onde trabalhou como ator por quase três décadas, tornou-se presidente da Screen Actors Guild (SAG) e porta-voz da General Electric (GE). Sua carreira política tem suas origens durante seu trabalho para a General Electric. Originalmente membro do Partido Democrata, mudou para o Partido Republicano em 1962, creditando tal atitude a mudanças ideológicas do Partido Democrata durante a década de 1950.
Após realizar o seu famoso discurso em apoio à candidatura de Barry Goldwater à presidência dos Estados Unidos em 1964, tornou-se um fenômeno no Partido Republicano, ganhando forte apoio entre os eleitores do partido e sendo persuadido a candidatar-se ao cargo de governador da Califórnia. Foi eleito para este cargo dois anos depois, em 1966. Como governador, transformou um déficit orçamentário em um excedente, ordenou que tropas da Guarda Nacional atuassem nos protestos do período, e foi reeleito em 1970. Participou das primárias republicanas para a escolha do candidato do partido à presidência em 1968 e 1976, sendo derrotado em ambas as vezes. No entanto, em 1980, foi escolhido como candidato republicano e elegeu-se presidente dos Estados Unidos após derrotar o candidato à reeleição Jimmy Carter.
Na presidência, implementou uma série de iniciativas econômicas e novas políticas. Sua política de recuperação econômica através do estímulo a oferta, popularmente conhecida como "Reaganomics", incluiu medidas de desregulamentação, redução dos gastos governamentais e cortes de impostos. Até ao final do governo, a inflação reduziu significativamente, dezesseis milhões de empregos foram criados e o país cresceu a uma taxa média anual de 7,93%, mas a dívida pública quase triplicou. Em seu primeiro mandato, sobreviveu a uma tentativa de assassinato, defendeu a oração nas escolas, enfrentou sindicatos e iniciou uma guerra contra as drogas. Em 1984, foi reeleito com uma vitória esmagadora. Seu segundo mandato foi marcado principalmente por assuntos internacionais, tais como o término da Guerra Fria, o bombardeio da Líbia, a invasão de Granada e a revelação do Caso Irã-Contras. Embora a relação com a União Soviética tenha mudado em seu segundo mandato, descreveu publicamente o país em seu primeiro mandato como um "império do mal" e apoiou movimentos anticomunistas em todo o mundo. Negociou com o líder soviético Mikhail Gorbachev, culminando no Tratado de Forças Nucleares de Alcance Intermediário e na diminuição dos arsenais nucleares de ambos os países. Durante seu famoso discurso no Portão de Brandemburgo, desafiou Gorbachev a "derrubar este muro!". Logo após o fim do seu mandato, o Muro de Berlim foi derrubado e a União Soviética entrou em colapso pouco depois.
Reagan deixou a presidência no início de 1989, sendo sucedido por George H. W. Bush, seu vice-presidente. Em 1994, revelou que estava sofrendo da doença de Alzheimer e apareceu em público pela última vez no funeral de Richard Nixon, em abril daquele ano. Morreu dez anos depois, aos 93 anos de idade. Considerado um ícone entre os republicanos, ocupa um lugar de destaque nas classificações históricas dos presidentes dos Estados Unidos, e seu mandato contribuiu para o renascimento ideológico da direita norte-americana.

## Primeiros anos, família e educação

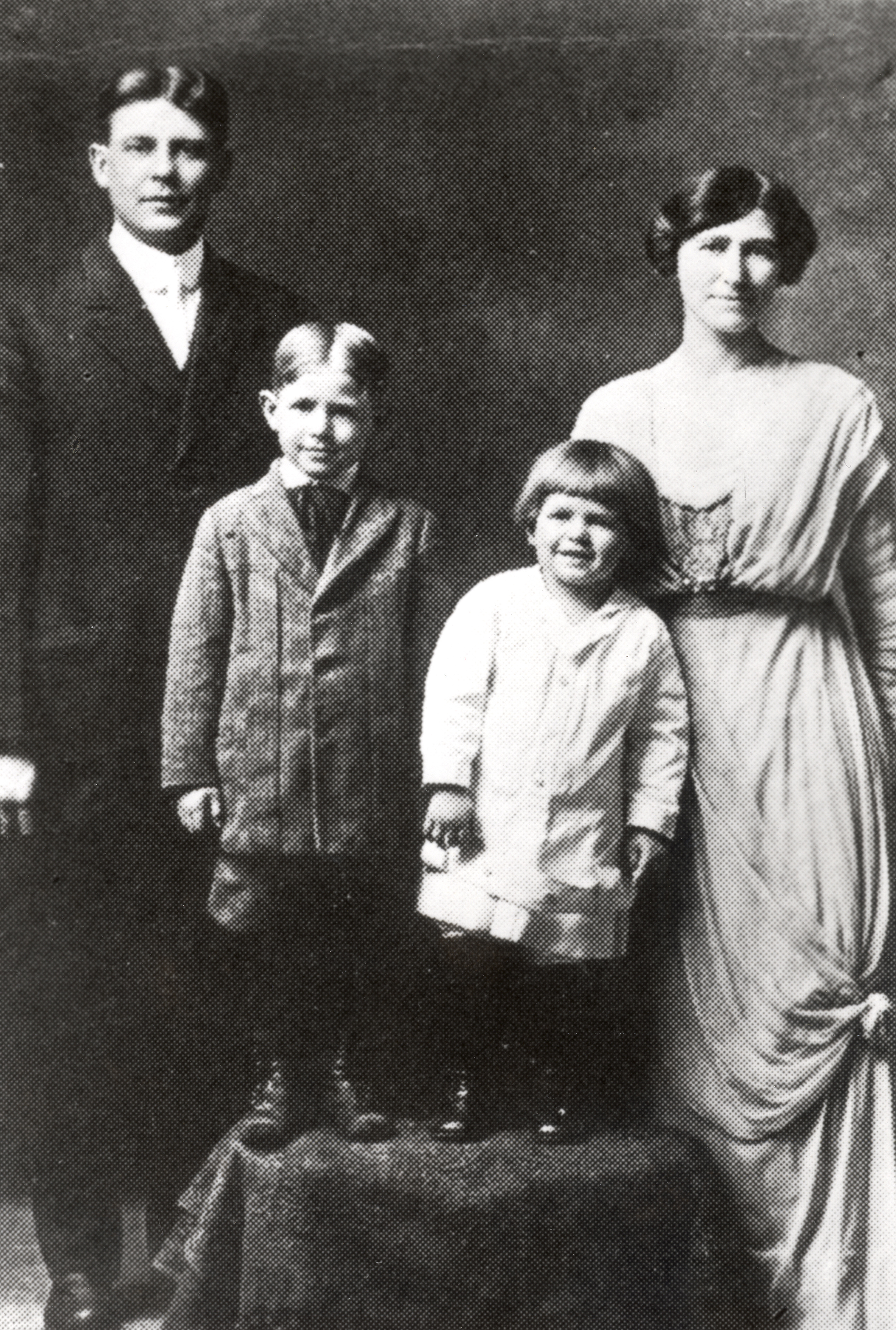
A família Reagan em 1914.

Ronald Wilson Reagan nasceu em um apartamento no segundo andar de um edifício comercial de Tampico, Illinois, em 6 de fevereiro de 1911. Era o filho mais novo de Nelle Wilson Reagan (1883-1962) e John Edward "Jack" Reagan (1883-1941). John era um vendedor e contador de histórias, neto de imigrantes católicos irlandeses do condado de Tipperary, Irlanda, enquanto Nelle tinha ascendência inglesa e escocesa (a avó materna de Reagan nasceu em Surrey, Inglaterra). Reagan tinha um irmão mais velho, Neil (1908-1996), que fez carreira na indústria de publicidade. Quando era criança, seu pai o apelidou de "Holandês", devido ao formato de tigela de seu cabelo e a sua aparência física; Reagan manteve este apelido durante toda a infância. A família Reagan viveu brevemente em várias cidades de Illinois, incluindo Monmouth, Galesburg, e Chicago até 1919, quando eles voltaram para Tampico e se estabeleceram acima de uma loja chamada H.C. Pitney Variety Store.
Após a loja Pitney fechar no final de 1920, sua família passou a morar em Dixon, Illinois, e o "pequeno universo" do Centro-Oeste teve uma influência duradoura em sua vida. Apesar de seu pai ser católico, Reagan, influenciado por sua mãe profundamente religiosa, foi batizado como discípulo de cristo em 1922. Estudou na Dixon High School, onde desenvolveu interesse por atuação, esportes, comédia e narração. Seu primeiro emprego foi o de salva-vidas em Rock River em 1927. Continuou trabalhando como salva-vidas em Rock River pelos sete anos seguintes, tendo salvo 77 pessoas de afogamento. Após o colegial, estudou economia e sociologia na Eureka College, uma faculdade de artes liberais. Como estudante na Eureka, ganhou a reputação de "pau para toda obra" por ter participado de várias atividades, relacionadas a política, esportes e teatro. Ele foi membro da fraternidade Tau Kappa Epsilon, líder de torcida, membro da equipe de futebol, capitão da equipe de natação e presidente do Conselho de Estudantes. Nesta posição, liderou uma revolta contra o presidente da faculdade depois que ele tentou reduzir o financiamento do educandário.

## Carreira no entretenimento

### Rádio e cinema

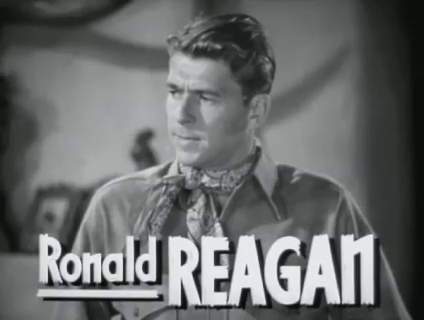
Reagan no trailer do filme The Bad Man (1941).

Após graduar-se na Eureka em 1932 e não conseguir emprego em Chicago, foi para o estado vizinho de Iowa, onde foi entrevistado por numerosas rádios de pequenas cidades. A Universidade de Iowa o contratou para narrar os jogos de seu time de futebol, o Hawkeyes. Ele recebia dez dólares por jogo. Pouco depois, surgiria uma vaga para locutor numa estação de rádio em Davenport, e Reagan seria contratado, recebendo pelo trabalho cem dólares mensais. Ajudado por sua voz persuasiva, passou a trabalhar para a rádio WHO, localizada em Des Moines, como narrador dos jogos de beisebol do Chicago Cubs. Sua especialidade era comentar os jogos que eram enviados por telegrama para a rádio.
Ao viajar com o Chicago Cubs para a Califórnia em 1937, fez um teste de atuação, resultando em um contrato de sete anos com o estúdio Warner Bros. Passou os primeiros anos de sua carreira em Hollywood atuando em "filmes B". Apesar de ter sido algumas vezes ofuscado por outros atores, suas atuações receberam comentários positivos.
Seu primeiro papel principal foi em Love Is on the Air em 1937, e até o final de 1939 já tinha aparecido em dezenove filmes, incluindo Dark Victory com Bette Davis e Humphrey Bogart. Antes do filme Santa Fe Trail com Errol Flynn em 1940, estrelou o papel de George "The Gipper" Gipp no filme Knute Rockne, All American, o que lhe rendeu o apelido "The Gipper", usado durante toda a sua vida. Em 1941, expositores o escolheram a quinta estrela mais popular da geração mais jovem de Hollywood.
O papel favorito de Reagan foi o de um homem com pernas amputadas no filme Kings Row em 1942. O título da sua autobiografia publicada em 1965, "O que aconteceu com o resto de mim?", se refere a um diálogo deste filme. Muitos críticos de cinema consideraram o papel feito por Reagan em Kings Row seu melhor desempenho, embora o filme tenha sido condenado por Bosley Crowther, crítico de cinema do New York Times.
Embora Reagan declarou que o filme Kings Row "me fez uma estrela", ele não conseguiu capitalizar seu sucesso porque foi chamado para o Exército dos Estados Unidos em San Francisco dois meses após o lançamento do filme, e nunca mais recuperou seu status de celebridade na indústria do cinema. Após quatro anos de ausência devido a Segunda Guerra Mundial, apareceu em filmes como The Voice of the Turtle, John Loves Mary, The Last Voyage, Bedtime for Bonzo, Cattle Queen of Montana, Tennessee's Partner, Hellcats of the Navy (único filme em que atuou com Nancy Reagan) e no remake de 1964 de The Killers (seu último filme e o único no qual interpretou um vilão). Ao longo de sua carreira no cinema, sua mãe respondeu a maioria das cartas de admiradores.

### Serviço militar

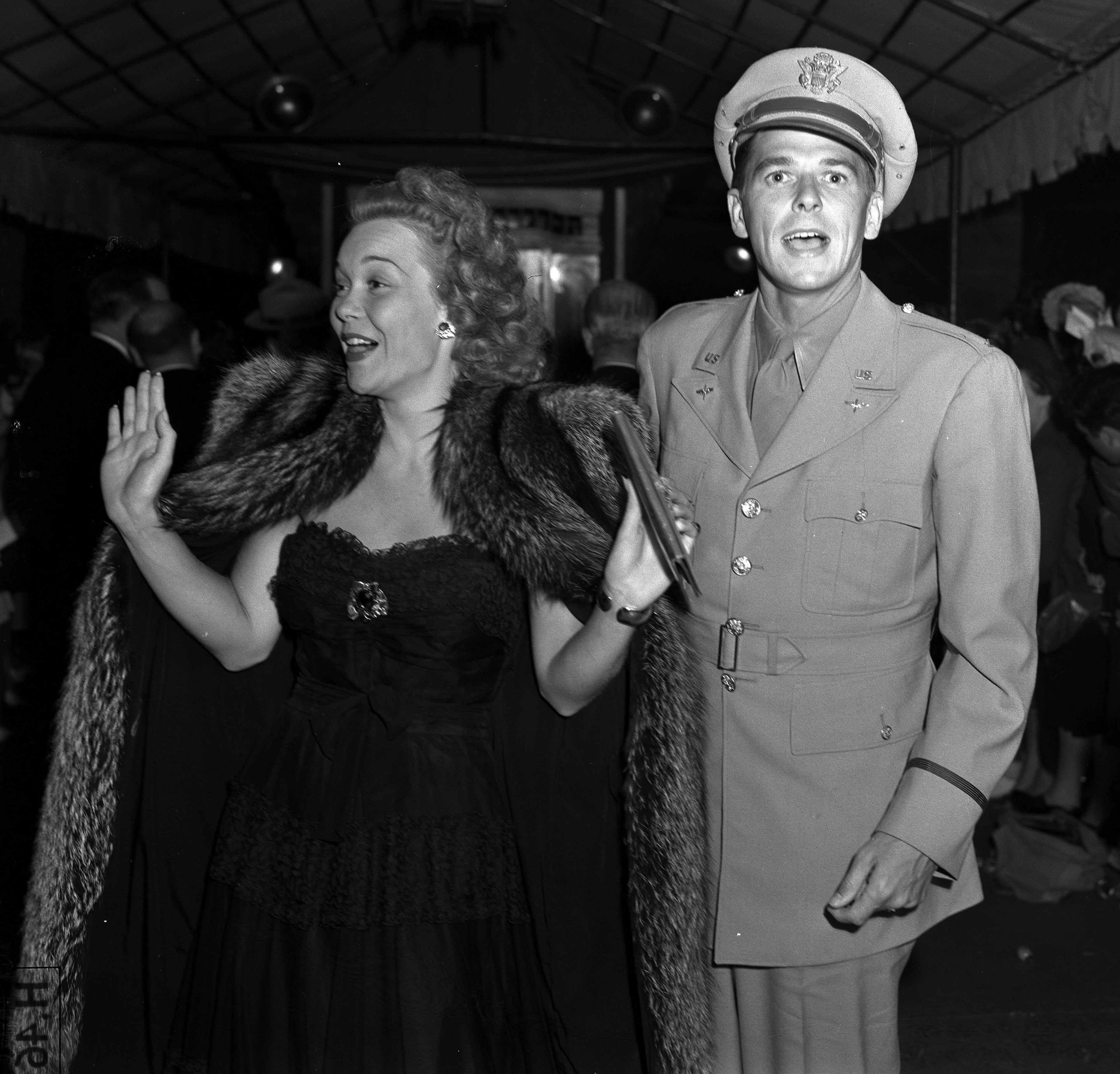
Reagan e sua esposa Jane Wyman em agosto de 1942.

Após completar catorze anos de estudos de Cursos de Extensão do Exército dos Estados Unidos em casa, alistou-se na reserva do Exército em 29 de abril de 1937 como um recruta da Tropa B da 322.ª Cavalaria em Des Moines. Em 25 de maio de 1937, tornou-se um segundo tenente do Corpo de Oficiais da Reserva da Cavalaria. Foi chamado para o serviço ativo pela primeira vez em 18 de abril de 1942. Devido a sua miopia, foi classificado apenas para o serviço limitado, o que lhe impossibilitava de servir no exterior. Sua primeira missão foi no Porto de Embarque de São Francisco em Fort Mason, Califórnia, como um oficial de ligação do Porto e do Escritório de Transporte. Após a aprovação das Forças Aéreas do Exército (AAF), foi transferido da Cavalaria da AAF em 15 de maio de 1942, e designado para as relações públicas da AAF e posteriormente para o First Motion Picture Unit (oficialmente a "18.ª Unidade Base das Forças Aéreas do Exército") em Culver City. Em 14 de janeiro de 1943, foi promovido a primeiro tenente e enviado para as filmagens de This Is The Army em Burbank. Reagan retornou para a First Motion Picture Unit após concluir esta missão, sendo promovido a capitão em 22 de julho de 1943.
Em janeiro de 1944, foi enviado a um serviço temporário na cidade de Nova York para participar da abertura do Sixth War Loan Drive. Foi transferido de volta a First Motion Picture Unit em 14 de novembro de 1944, onde permaneceu até o final da Segunda Guerra Mundial. Foi recomendado sua promoção a major em 2 de fevereiro de 1945, mas esta recomendação foi reprovada em 17 de julho do mesmo ano. Enquanto estava na First Motion Picture Unit em 1945, teve um papel indireto na seleção de atrizes. Ele ordenou a Davis Conover que fotografasse jovens garotas que pudessem ser selecionadas a fazer filmes; Marilyn Monroe foi uma das escolhidas. Reagan retornou ao Fort MacArthur, Califórnia, onde foi retirado do serviço ativo em 9 de dezembro de 1945. Até o final da guerra, a First Motion Picture Unit produziu mais de quatrocentos filmes para a AAF. Como acreditava que algum dia iriam surgir dúvidas se o Holocausto ocorreu, manteve um rolo de filme, obtido em serviço, que descrevia a libertação de Auschwitz.

### Presidente do SAG e carreira na televisão

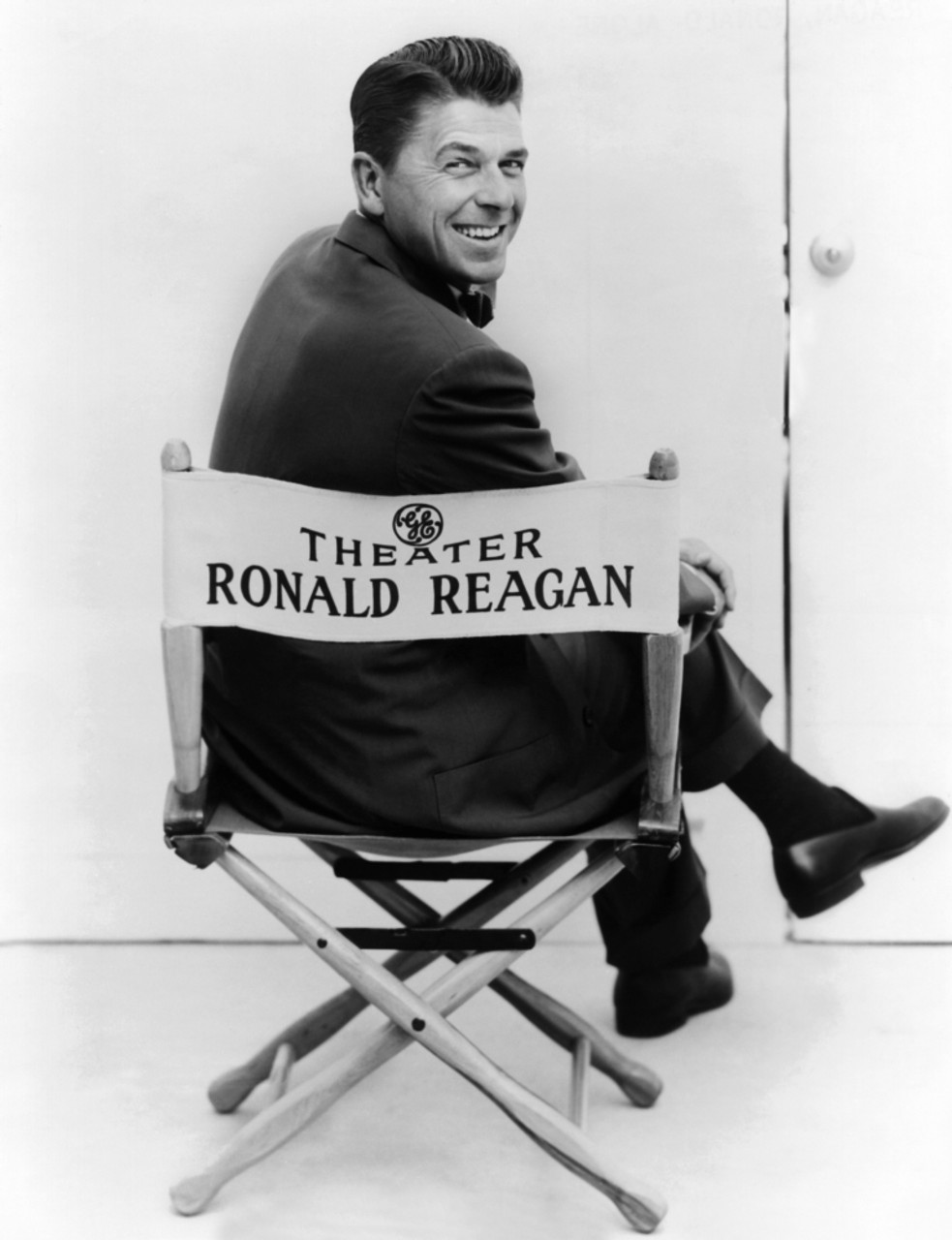
Reagan como apresentador do General Electric Theater.

Reagan foi eleito pela primeira vez para o Conselho de Administração da Screen Actors Guild em 1941 como um suplente. Depois da Segunda Guerra Mundial, retomou as suas funções e se tornou o terceiro vice-presidente em 1946. A adoção de normas sobre conflitos de interesse em 1947 resultou na demissão do presidente da SAG e de seis membros da Comissão Executiva; Reagan foi então nomeado em uma eleição especial para o cargo de presidente e posteriormente foi eleito. Foi escolhido pelos membros para exercer sete mandatos adicionais de um ano, de 1947 até 1952 e em 1959. Comandou a SAG em anos agitados que foram marcados por disputas de gestão de trabalho, audiências do Comitê de Atividades Antiamericanas (HUAC) e a era da Lista Negra de Hollywood.
Durante a década de 1940, Reagan e sua esposa, Jane Wyman, forneceram ao FBI nomes de atores da indústria cinematográfica que eles acreditavam serem simpatizantes comunistas. Reagan testemunhou perante o Comitê de Atividades Antiamericanas sobre o assunto. Como um anticomunista fervoroso, reafirmou ao comitê seu compromisso com os princípios democráticos: "Como cidadão, eu não quero ver o nosso país conduzido pelo medo ou ressentimento, e nós nunca podemos negociar qualquer um dos nossos princípios democráticos por causa deste medo e ressentimento.".
Embora tenha sido um crítico da televisão, não conseguiu encontrar trabalho no cinema no final de 1950 e decidiu se juntar ao meio televisivo. Foi contratado como apresentador do General Electric Theater, uma série de dramas semanais que se tornou muito popular. Seu contrato exigia que fizesse visitas a fábricas da General Electric durante dezesseis semanas em um ano, muitas vezes exigindo dele catorze discursos por dia. Ganhava cerca de US$ 125 mil por ano para este trabalho (cerca de US$ 1,07 milhão de dólares americanos em 2010). Seu último trabalho como um ator profissional foi o de apresentador da série de televisão Death Valley Days entre 1964 até 1965. Reagan e Nancy Davis apareceram juntos várias vezes, incluindo um episódio de General Electric Theater em 1958 chamado "A Turquia para o presidente".

## Casamentos e filhos

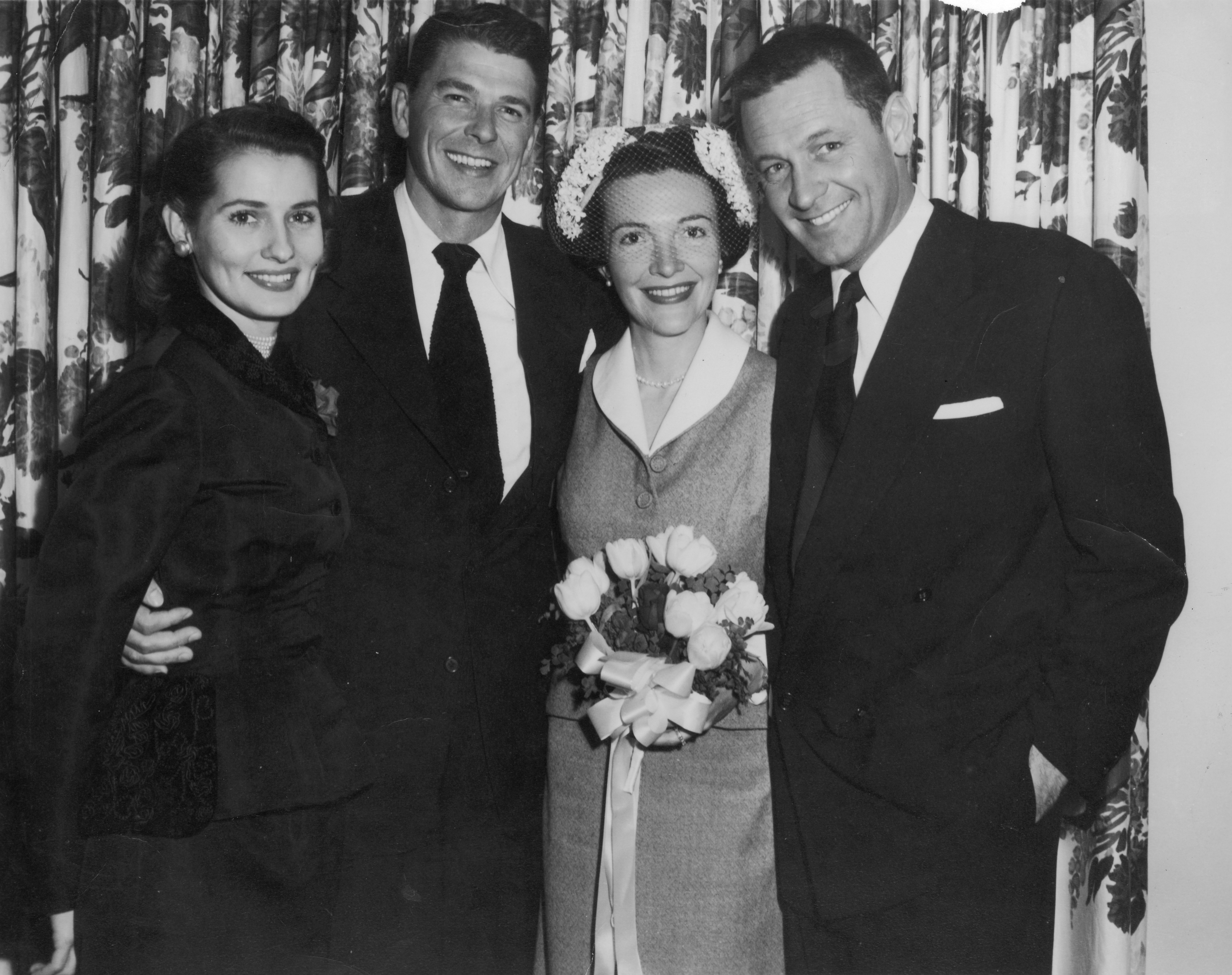
Ronald e Nancy com seus padrinhos de casamento Brenda Marshall e William Holden.

Em 1938, co-estrelou o filme Brother Rat com a atriz Jane Wyman (1917–2007). Ficaram noivos no Teatro Chicago e casaram-se em 26 de janeiro de 1940 no Forest Lawn Memorial Park, em Glendale, Califórnia. Tiveram juntos dois filhos biológicos, Maureen (1941–2001) e Christine (que nasceu em 1947, mas viveu apenas um dia), e um terceiro adotado, Michael (nascido em 1945). Após disputas sobre as ambições políticas de seu marido, Wyman pediu o divórcio em 1948, sendo concluído em 1949. É o primeiro presidente dos Estados Unidos a se divorciar. Reagan e Wyman continuaram amigos até sua morte. Wyman afirmou que votou nele nas duas vezes em que concorreu à presidência.

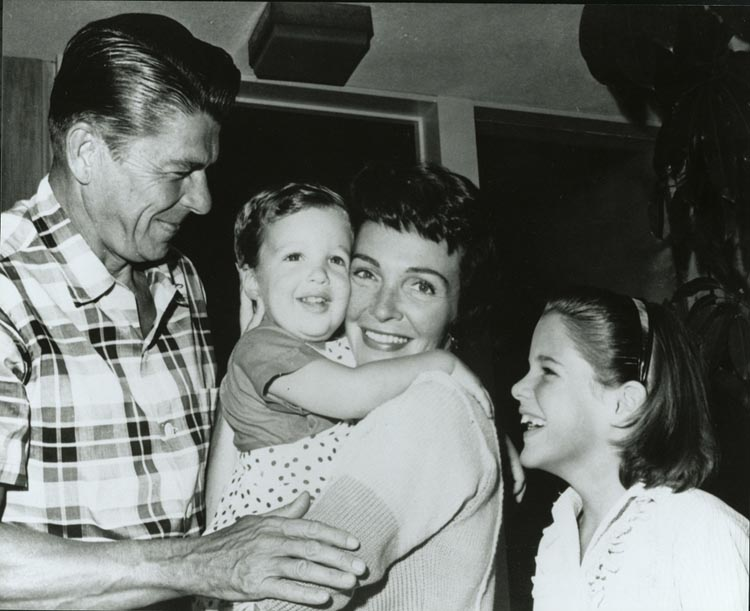
Ronald, Ron, Nancy e Patti durante a década de 1960.

Reagan conheceu a atriz Nancy Davis (1921—2016) em 1949 depois dela ter entrado em contato com ele para, como presidente do Screen Actors Guild, ajudá-la a resolver problemas relacionados ao aparecimento de seu nome em uma lista de comunistas em Hollywood. Tinha sido confundida com outra Nancy Davis. Descreveu seu primeiro encontro como "eu não sei exatamente se foi amor à primeira vista, mas não ficou muito longe de ser". Ficaram noivos no restaurante Chasen's em Los Angeles e casaram-se em 4 de março de 1952 na Little Brown Church, no Vale de São Fernando. Os atores Brenda Marshall e William Holden foram os padrinhos de casamento. Ronald e Nancy tiveram dois filhos: Patti (nascida em 1952) e Ron (nascido em 1958).
Observadores descreveram o relacionamento dos Reagan como "próximo, autêntico e intimista". Durante a presidência, eles foram frequentemente vistos exibindo seu afeto um pelo outro; um secretário de imprensa relatou que "eles nunca deixaram de cortejar". Muitas vezes ele a chamava de "Mommy" e ela o chamava de "Ronnie". Quando estava no hospital em 1981 após uma tentativa de assassinato, ela dormiu com uma de suas camisas para ser consolada por seu cheiro. Em uma carta escrita para os cidadãos norte-americanos em 1994, Reagan escreveu: "Anunciei recentemente que eu sou um dos milhões de americanos que serão atingidos com a doença de Alzheimer.... Eu só gostaria que houvesse alguma maneira que eu poderia poupar Nancy desta experiência dolorosa". Em 1998, quando Reagan foi acometido pela doença de Alzheimer, Nancy declarou a revista Vanity Fair que "nosso relacionamento é muito especial. Nós estávamos e ainda somos muito apaixonados. Quando eu digo que minha vida começou com Ronnie, bem, é verdade. Eu juro. Eu não posso imaginar a vida sem ele.".

## Início da carreira política

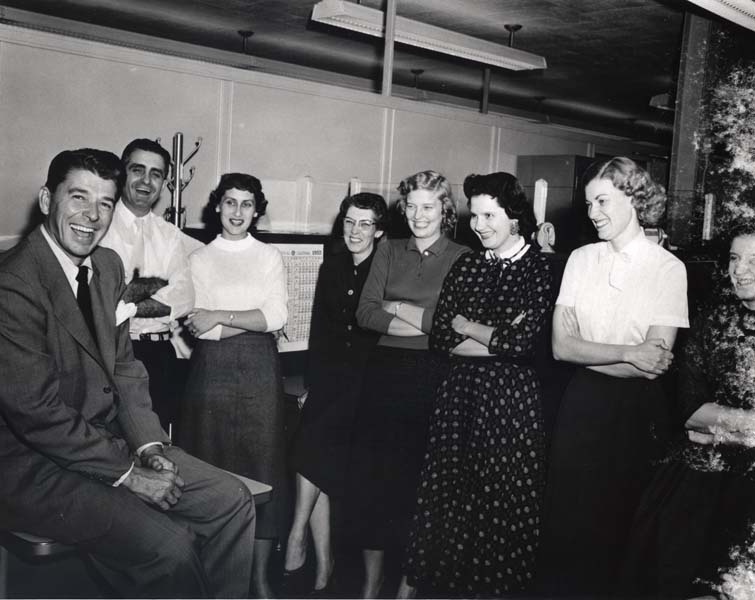
Reagan visita uma fábrica da General Electric em Danville, em outubro de 1955.

Reagan começou sua carreira política como um liberal Democrata, admirador de Franklin D. Roosevelt e defensor das políticas do New Deal. Juntou-se a numerosos comitês políticos com uma forte orientação de esquerda. Discursou frequentemente em comícios com uma forte dimensão ideológica. Em dezembro de 1945, foi impedido de liderar uma manifestação antinuclear em Hollywood por pressão do estúdio Warner Bros. Na eleição presidencial de 1948, apoiou fortemente o candidato a reeleição Harry S. Truman, chegando a aparecer em um palco com ele durante um discurso de campanha em Los Angeles. No entanto, no início dos anos 1950, impulsionado por seu relacionamento com a atriz republicana Nancy Davis, começou a se aproximar da direita e, mantendo-se como um democrata, apoiou os candidatos republicanos à presidência Dwight D. Eisenhower, em 1952 e 1956, e Richard Nixon em 1960. Seu último apoio ativo a um democrata foi em 1950, quando ajudou Helen Gahagan Douglas em sua campanha malsucedida ao Senado contra Richard Nixon.
Logo após ser contratado em 1964 para apresentar o General Electric Theater, começou a abraçar os pontos de vista conservadores dos funcionários da empresa patrocinadora. Seus diversos discursos na GE geralmente não eram partidários, mas transmitiam uma mensagem conservadora e pró-empresarial. Reagan foi influenciado por Lemuel Boulware, um executivo sênior da GE. Boulware, conhecido por sua postura dura contra os sindicatos e suas estratégias inovadoras para conquistar os empregados, defendia os princípios fundamentais do conservadorismo americano moderno: mercados livres, anticomunismo, impostos mais baixos e governo limitado. Posteriormente, as avaliações dos discursos de Reagan pioraram e a GE o demitiu em 1962. Durante o período em que trabalhou para o General Electric Theater, fez palestras motivacionais para mais de duzentos mil funcionários da empresa em todas as partes do país. Em agosto de 1962, se juntou formalmente ao Partido Republicano, e declarou: "Eu não deixei o Partido Democrata. O partido me deixou". Para ele, o Partido Democrata havia o abandonado ao deixar de ser o partido de Thomas Jefferson, Andrew Jackson e Grover Cleveland para se tornar o partido de Karl Marx, Vladimir Lênin e Josef Stálin.

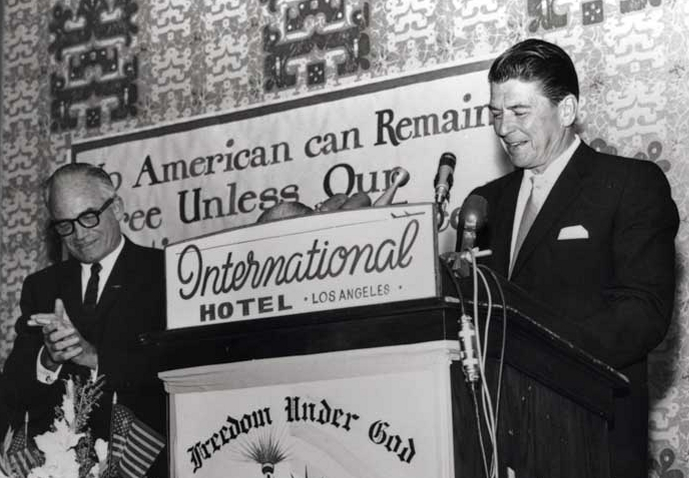
Reagan discursa em apoio ao candidato a presidência Barry Goldwater em julho de 1964.

No início dos anos 1960, posicionou-se contrariamente à aprovação pelo governo federal da Lei dos Direitos Civis e da Lei dos Direitos de voto, que foram uma das principais conquistas do Movimento dos direitos civis, que tinha Martin Luther King como um dos líderes. Somado a sua oposição a que o governo federal interviesse na autonomia dos estados ele não via problemas que estabelecimentos comerciais discriminassem pessoas no atendimento, "se uma pessoa quer discriminar negros ou outros ao vender ou alugar a sua casa, é um direito seu fazê-lo". Quando a legislação que se tornaria a Medicare foi introduzida em 1961, fez uma gravação para a Associação Médica Americana alertando que tal legislação significaria o fim da liberdade na América. Reagan declarou que, se os seus ouvintes não escrevessem cartas para impedir que a legislação fosse aprovada, "vamos acordar em um país socialista. E se você não fizer isso e se eu não fizer isso, um dia desses você e eu vamos passar nossos anos dizendo aos nossos filhos como era a América quando os homens eram livres". Também se juntou a Associação Nacional de Rifles, onde permaneceu como um membro ao longo de sua vida.
Reagan apoiou a candidatura presidencial do conservador Barry Goldwater em 1964. Discursando a favor de Goldwater, enfatizou sua crença na importância de um governo pequeno. Reagan revelou sua motivação ideológica em um famoso discurso feito em 27 de outubro de 1964, quando declarou: "Os Pais Fundadores sabiam que um governo não pode controlar a economia sem controlar as pessoas. E eles sabiam que quando um governo se prepara para fazer isso, deve usar a força e a coerção para alcançar o seu objetivo. Chegamos ao momento da escolha". O discurso, intitulado "A Time for Choosing", que mais tarde ficou conhecido como "The Speech", arrecadou US$ 1 milhão para a campanha de Goldwater e é considerado o evento que lançou a carreira política de Reagan.

## Governador da Califórnia

Ronald e Nancy Reagan comemoram sua vitória na eleição para governador no Biltmore Hotel em Los Angeles.

Os republicanos da Califórnia ficaram impressionados com sua ideologia política e carisma após o seu famoso discurso em apoio a Goldwater, o "A Time for Choosing", e o persuadiram a concorrer a governador. No final de 1965, anunciou sua candidatura ao governo da Califórnia para a eleição de 1966. Derrotou o ex-prefeito de San Francisco George Christopher na primária republicana com uma grande vantagem. Em sua campanha, enfatizou dois temas principais: "para os mendigos voltarem ao trabalho no sistema de proteção social", e, em referência aos crescentes protestos estudantis antiguerra do Vietnã na Universidade da Califórnia em Berkeley, "para limpar a bagunça em Berkeley". Além disso, prometeu reduzir impostos e o tamanho do governo. Reagan tentou em 1966 o que o senador William F. Knowland tentou em 1958 e o ex-vice-presidente Richard Nixon em 1962: derrotar o governador democrata Pat Brown. A campanha de Brown explorou sua inexperiência política e ridicularizou sua carreira cinematográfica. Por sua vez, Reagan aproveitou a raiva popular com as manifestações estudantis em Berkeley e retratou Brown como um político antigo sem contato com a população. Em 8 de novembro, venceu a eleição com 57,65% dos votos válidos e foi empossado o 33.º governador em 2 de janeiro de 1967.
Reagan herdou um grande déficit orçamentário de seu antecessor, estimado em US$ 101,8 milhões. Para reduzir o tamanho deste déficit, congelou contratações, fez cortes de gastos e, embora tenha prometido o contrário durante a campanha, aprovou aumentos de impostos anuais, que se estenderam também durante o seu segundo mandato. Os aumentos de impostos foram os maiores da história da Califórnia e elevaram as taxas sobre imposto de renda, vendas, heranças, taxas bancárias e fiscais das empresas. Segundo seu biógrafo Lou Cannon, "a proposta de Reagan teve a distinção de ser o maior aumento de impostos já proposto por qualquer governador na história dos Estados Unidos". Em 1973, propôs estabelecer um limite de gastos, mas os eleitores rejeitaram a proposta em um plebiscito. Reagan deixou o cargo em 1975 com um excedente de US$ 366,1 milhões: as receitas passaram de US$ 2,894 bilhões para US$ 8,6 bilhões, enquanto os gastos foram de US$ 2,996 bilhões para US$ 8,263 bilhões.

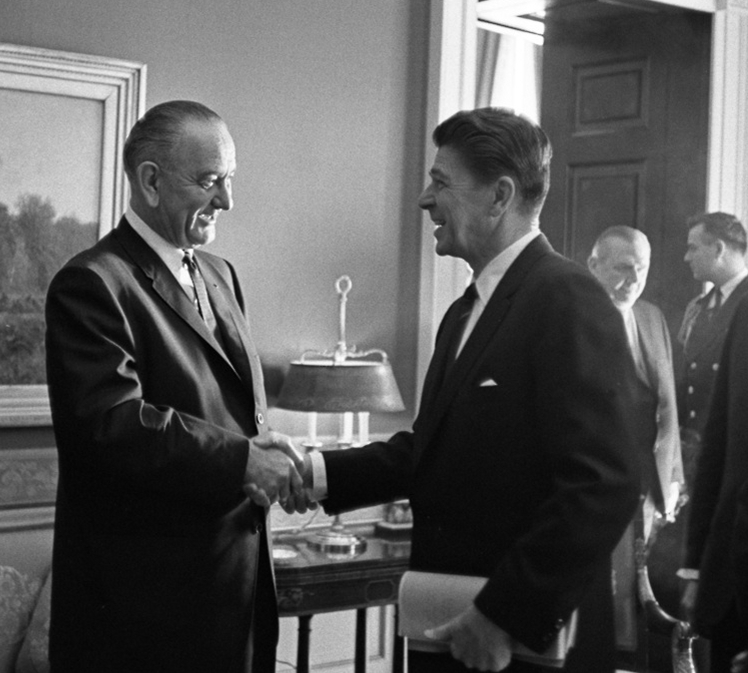
Reagan com o presidente Lyndon Johnson, em março de 1967.

No início de 1967, o debate nacional sobre o aborto estava começando. O senador estadual democrata Anthony Beilenson propôs a "Therapeutic Abortion Act" em um esforço para reduzir o número de abortos ilegais. O Legislativo Estadual enviou o projeto para Reagan sancionar, o que ele fez depois de muitos dias de indecisão. Cerca de dois milhões de abortos foram realizados como resultado desta lei, principalmente devido a cláusula que autorizou o aborto para o bem-estar da mulher. Reagan estava no cargo há apenas quatro meses quando sancionou o projeto de lei e afirmou que, se tivesse mais experiência como governador, não teria sancionado. Após reconhecer o que chamou de "consequências" da lei, anunciou que era um pró-vida. Manteve esta posição ao longo de sua carreira política, e escreveu extensivamente sobre o aborto.
Entre 1968 a 1969, comandou a Associação Nacional dos Governadores Republicanos. Pouco depois do início de seu mandato, entrou na disputa pela indicação republicana à presidência na eleição de 1968 como parte do movimento "Stop Nixon", esperando contar com o apoio de Nixon na região Sul e se tornar um candidato de compromisso se nem Nixon e nem Nelson Rockefeller recebessem o número de delegados suficientes para ganhar na primeira votação da Convenção Nacional Republicana. No entanto, Nixon recebeu 692 votos dos delegados, mais de 25 acima do que era preciso para garantir a indicação, seguido de Rockefeller e Reagan.

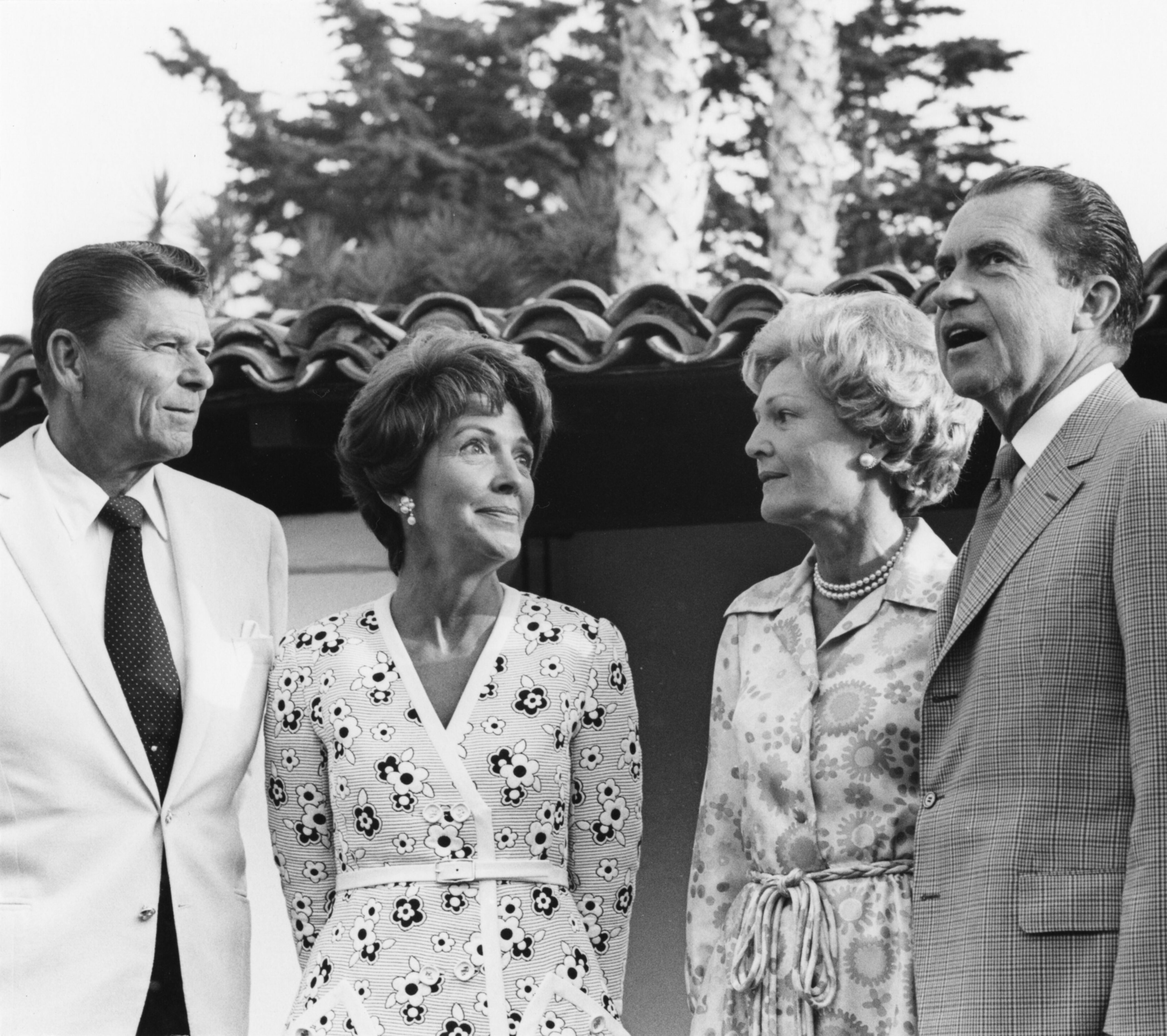
Ronald e Nancy com Pat e Richard Nixon em julho de 1970.

Reagan envolveu-se em grandes protestos da época. Em 15 de maio de 1969, durante os protestos do Parque do Povo na Universidade de Berkeley, enviou a patrulha estadual e outros oficiais para reprimirem os protestos, e, em um incidente que ficou conhecido como a "Quinta-feira Sangrenta", duas pessoas morreram: o estudante James Rector e o carpinteiro Alan Blanchard. No outro lado do confronto, 111 policiais ficaram feridos, incluindo um oficial da patrulha estadual que foi esfaqueado no peito. Em seguida, chamou 2 200 soldados da Guarda Nacional para ocupar a cidade de Berkeley por duas semanas e reprimir os manifestantes. Depois de chamar a Guarda Nacional, que permaneceu em Berkeley por dezessete dias, as manifestações diminuíram. Um ano após a "Quinta-feira Sangrenta", ao responder a perguntas sobre os movimentos de protesto no campus, afirmou: "Se tem que haver um banho de sangue, então vamos acabar logo com isso. Sem mais apaziguamento". Quando o Symbionese Liberation Army sequestrou Patty Hearst em Berkeley e exigiu a distribuição de comida aos pobres, brincou com um grupo de assessores políticos, dizendo: "É uma pena que não podemos ter uma epidemia de botulismo".

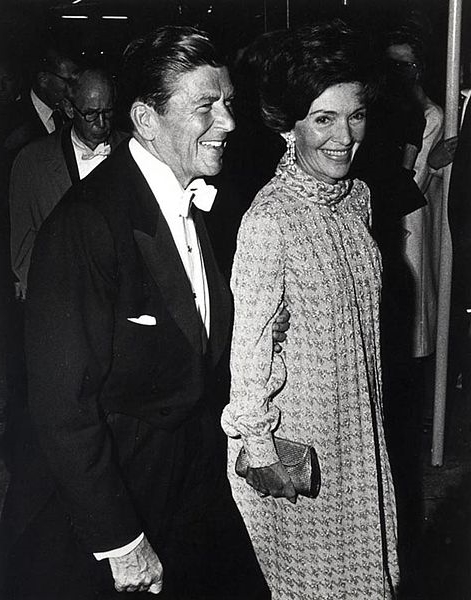
Nancy e Ronald no baile inaugural de seu segundo mandato como governador em janeiro de 1971.

Em setembro de 1969, sancionou a Family Law Act, que foi a primeira legislação dos Estados Unidos a permitir o divórcio sem culpa. Apesar de uma tentativa frustrada de removê-lo do cargo em 1968, concorreu a reeleição em 1970. Um dos assuntos mais debatidos durante a campanha foram os gastos sociais. Na época, o estado tinha 16% dos beneficiários da previdência social do país, embora a população da Califórnia equivalesse a 10% do total nacional. Reagan prometeu reformar a previdência, cortar os gastos de bem-estar, erradicar as fraudes e abusos e exigir que os beneficiários aceitassem empregos. Em 3 de novembro, foi reeleito com 52,83% dos votos, derrotando o democrata Jesse Unruh. Em 1971, sancionou a reforma do sistema de bem-estar social, que diminuiu o número de pessoas que poderiam receber auxílios e aumentou os benefícios daqueles que permaneceram elegíveis. O número de beneficiários caiu e os gastos com bem-estar social foram reduzidos em US$ 1 bilhão (na época, o orçamento do Estado girava em torno de US$ 9 bilhões).
Como governador, uma de suas maiores frustrações foi em relação a pena de morte, que apoiava fortemente. Seus esforços para fazer cumprir-se as leis estaduais sobre o tema foram frustrados quando a Suprema Corte da Califórnia emitiu sua decisão do caso People v. Anderson, invalidando todas as sentenças de morte impostas no estado antes de abril de 1972, mas a decisão foi posteriormente derrubada por uma emenda constitucional. A única execução realizada durante seu mandato ocorreu em 12 de abril de 1967, quando Aaron Mitchell foi morto na câmara de gás da prisão de San Quentin.
Embora a legislação da época permitisse, não tentou a reeleição para um terceiro mandato consecutivo em 1974, sendo o primeiro governador da Califórnia em 44 anos a não tentar a reeleição. Em 6 de janeiro de 1975, foi sucedido pelo secretário de estado democrata Jerry Brown, filho de Pat Brown, seu antecessor. Apesar da retórica mais conservadora, seu mandato como governador foi considerado moderado. Seu período como governador ajudou a moldar as políticas que posteriormente viria a implementar como presidente. Fazendo campanha com slogans como "mendigos de volta ao trabalho no sistema de proteção social", se opôs a ideia do estado de bem-estar social. Também defendeu fortemente o ideal republicano de uma menor regulação governamental da economia.

## Campanha presidencial de 1976

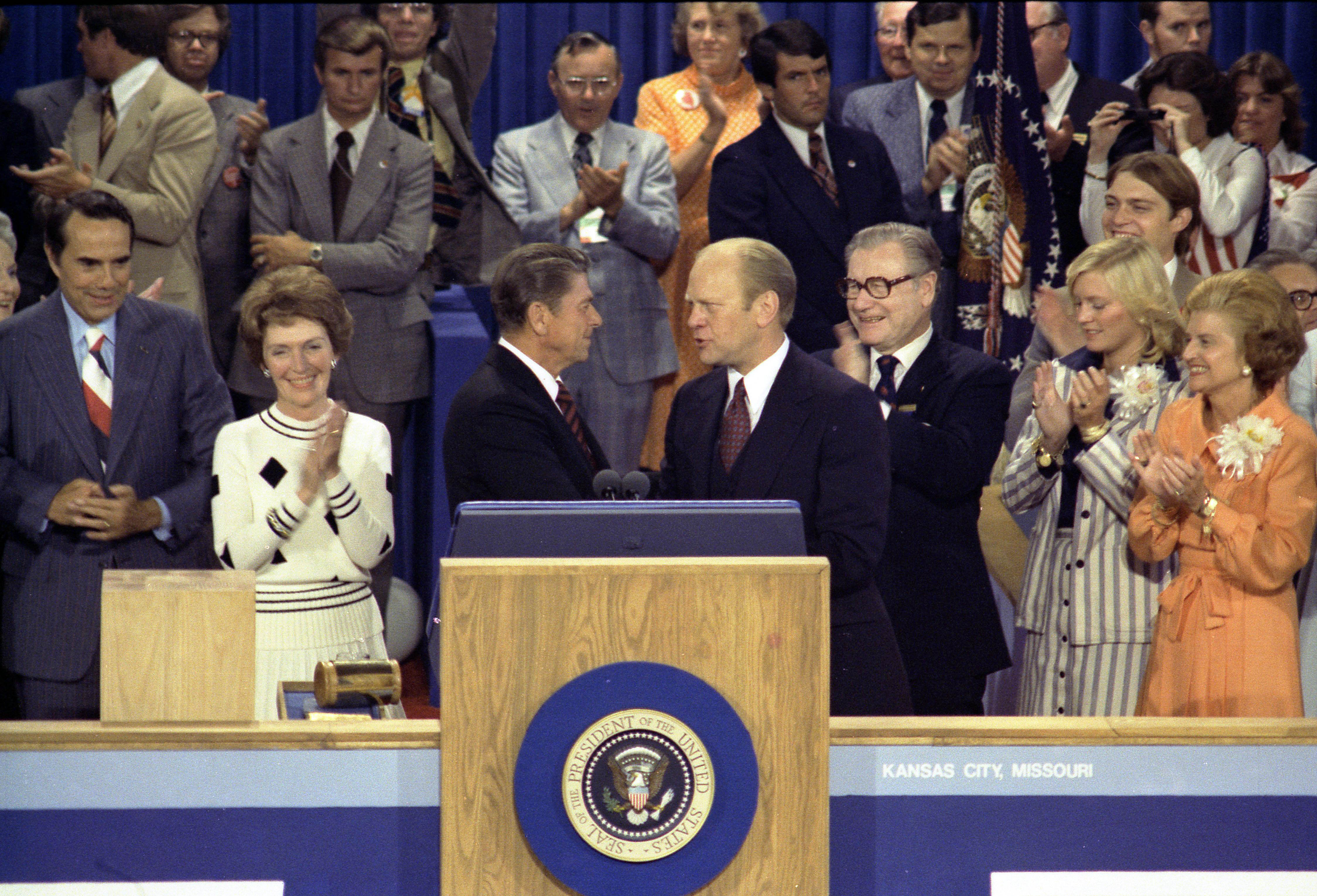
Reagan é cumprimentado pelo presidente Gerald Ford logo após discursar reconhecendo sua derrota na Convenção Nacional do Partido Republicano.

Em 1976, desafiou o presidente Gerald Ford em sua tentativa de se tornar o candidato do Partido Republicano à presidência. Reagan foi um forte candidato por dois motivos: os conservadores não aprovavam a política econômica e externa de Ford, e Reagan foi visto como "otimista, genial e simpático". Reagan logo se estabeleceu como o candidato conservador com o apoio de organizações, como a União Conservadora Americana, que se tornou uma parte fundamental da sua base política, enquanto Ford foi considerado um republicano mais moderado.
A campanha de Reagan foi baseada em uma estratégia concebida por seu gerente de campanha, John Sears, que consistia em ganhar algumas das primeiras primárias para danificar a inevitabilidade da provável indicação de Ford. Reagan venceu na Carolina do Norte, Texas, e Califórnia, mas a estratégia falhou devido a sua derrota em Nova Hampshire, Flórida, e em Illinois, seu estado natal. O resultado da primária do Texas devolveu sua esperança porque ele ganhou todos os cem votos dos delegados daquele estado.
No entanto, enquanto a convenção do Partido Republicano se aproximava, Ford parecia estar perto da vitória. Reconhecendo a ala moderada de seu partido, Reagan escolheu o senador moderado Richard Schweiker da Pensilvânia como o seu running mate (vice-presidente) caso ele fosse nomeado. No entanto, na convenção do partido em agosto, Ford foi escolhido candidato com o apoio de 1 187 delegados contra os 1 070 de Reagan. Seu discurso de concessão a Ford enfatizou os perigos de uma guerra nuclear e a ameaça representada pela União Soviética. Apesar de ter perdido a nomeação, recebeu um voto de um grande eleitor infiel do estado de Washington na eleição geral, além de 307 votos populares em Nova Hampshire e 388 votos em Wyoming. Na eleição geral de novembro, Ford perdeu para o governador democrata da Geórgia Jimmy Carter. Após a campanha, permaneceu ativo nos debates públicos com seu programa de rádio Ronald Reagan Radio Commentary e seu comitê de ação política Citizens for the Republic.

## Campanha presidencial de 1980

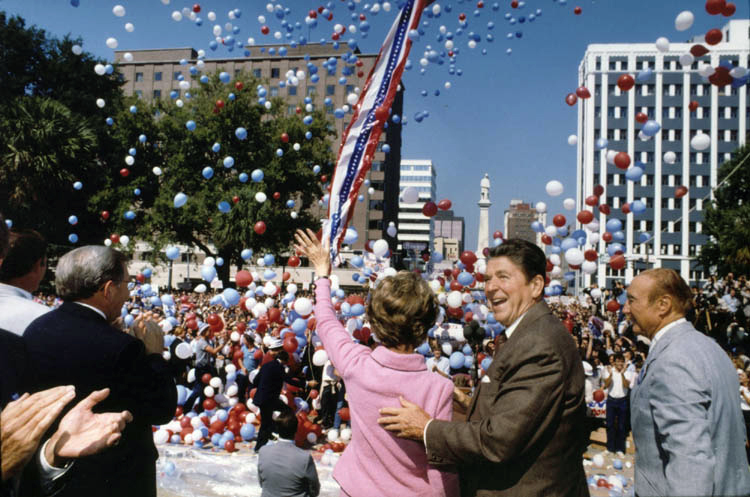
Reagan com Nancy e o senador Strom Thurmond (direita) durante um evento de campanha na Carolina do Sul em 10 de outubro de 1980.

Reagan anunciou sua candidatura à presidência para a eleição de 1980 em 13 de novembro de 1979. Em 17 de julho de 1980, foi indicado pela Convenção Nacional do Partido Republicano como o candidato pelo partido. Reagan selecionou um de seus oponentes durante as primárias, George H. W. Bush, para ser seu companheiro de chapa. A campanha presidencial daquele ano entre Reagan e o então presidente democrata Jimmy Carter ocorreu durante as preocupações sobre a política interna e a crise de reféns no Irã. Sua campanha enfatizou alguns de seus princípios fundamentais: menos impostos para estimular a economia, menor interferência do governo na vida das pessoas, os direitos dos estados, e uma forte defesa nacional.
Seu desempenho no debate televisionado de outubro revigorou sua campanha. Em 4 de novembro, foi eleito presidente, vencendo em 44 estados e com 489 votos no Colégio Eleitoral, contra os 49 votos de grandes eleitores do presidente Carter, que venceu em seis estados e no Distrito de Colúmbia. Reagan recebeu 50,7% dos votos populares enquanto Carter ficou com 41%, e o candidato independente John B. Anderson, um republicano liberal, recebeu 6,7%. Nas eleições legislativas daquele ano, os republicanos recuperaram o controle do Senado pela primeira vez desde 1952 e ganharam 34 assentos na Câmara dos Representantes, mas os democratas mantiveram uma maioria.

## Presidente dos Estados Unidos

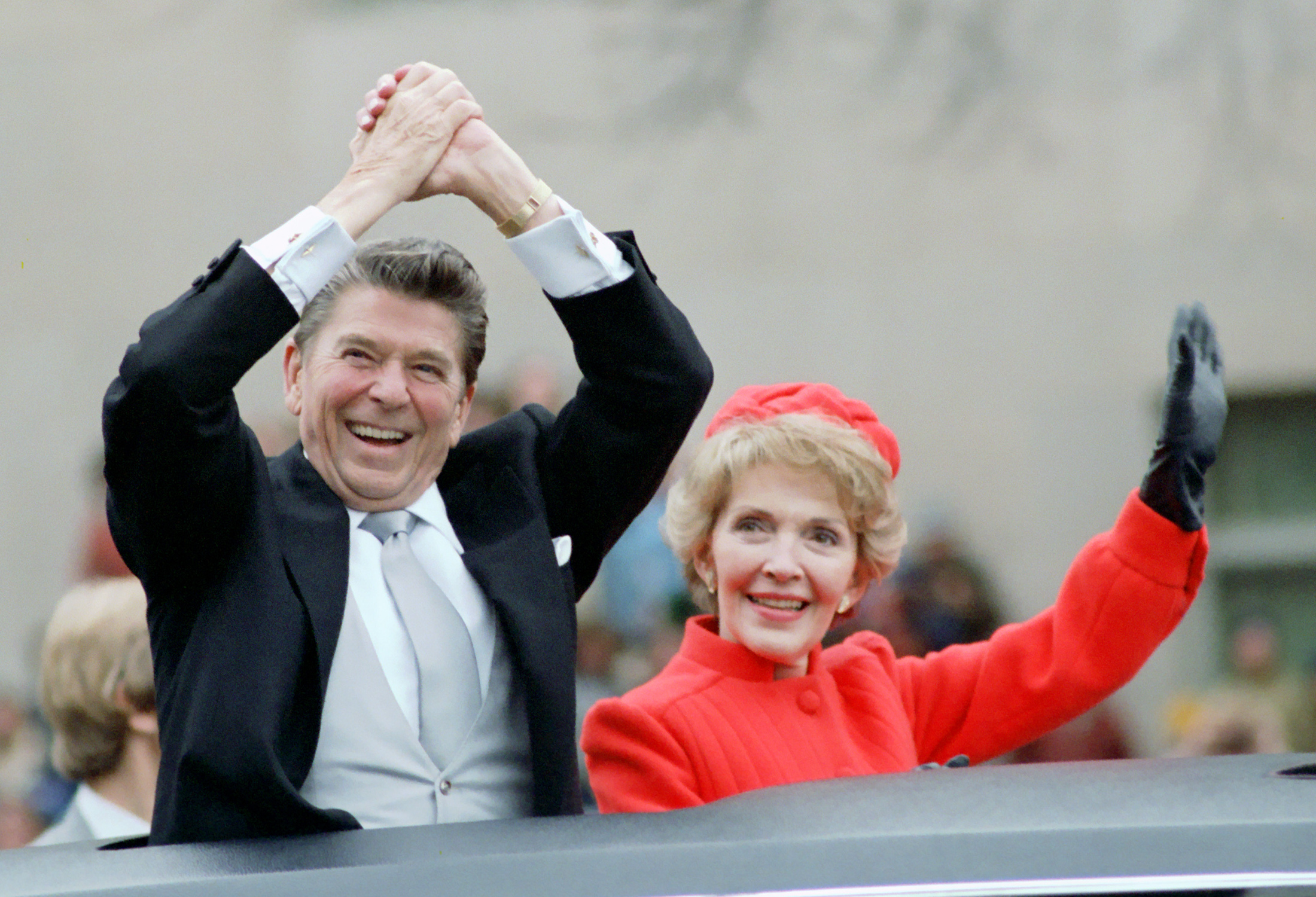
Os Reagan na Pennsylvania Avenue após a cerimônia de posse. Enquanto estava proferindo seu discurso de posse, os 52 reféns norte-americanos detidos pelo Irã foram libertados.

Como presidente, aplicou políticas que refletiam em sua crença pessoal de liberdade individual, fez mudanças no mercado interno, promoveu uma expansão militar e contribuiu para o fim da Guerra Fria. Denominado de a "Revolução Reagan", sua presidência revigorou a moral norte-americana, revigorou a economia e reduziu a dependência pelo governo.

### Primeiro mandato, 1981–1985
Até 2016, Reagan foi, aos 69 anos e 341 dias, o homem mais velho a ser empossado como Presidente dos Estados Unidos. Em seu discurso de posse, em 20 de janeiro de 1981, defendeu a ideia de que "neste momento de crise, o governo não é a solução para os nossos problemas; o governo é o problema".

#### Orações nas escolas e um momento de silêncio
Em 1981, Reagan se tornou o primeiro presidente a propor uma emenda constitucional sobre as orações nas escolas. As orações nas escolas haviam sido banidas por uma decisão da Suprema Corte em 1962, e a eleição de Reagan refletiu uma oposição a esta decisão. Ao propor a emenda de 1981, declarou: "Nenhuma disposição da presente Constituição deve ser interpretada para proibir a oração individual ou de grupos em escolas públicas ou em outras instituições públicas. Nenhuma pessoa será requerida pelos Estados Unidos ou por qualquer Estado a participar da oração." Em uma mensagem ao Congresso, declarou que a sua proposta de alteração constitucional seria para "restaurar a simples liberdade dos nossos cidadãos de oferecer a oração nas escolas e instituições públicas". Em um discurso televisionado nacionalmente no dia seguinte, o rabino Menachem Mendel Schneerson elogiou o discurso de Reagan e declarou que o momento de silêncio iria "garantir que as crianças crescessem para ser decentes e justas". Em 1984, voltou a questionar o Congresso sobre a questão e em 1985 expressou a sua decepção pelo fato da decisão da Suprema Corte ainda proibir um momento de silêncio nas escolas públicas, e declarou que tinha "uma batalha difícil". Em 1987, renovou novamente seu apelo ao Congresso para que apoiasse a oração voluntária em escolas e assim terminasse com "a expulsão de Deus das salas de aula da América". Durante seu mandato, fez uma campanha vigorosa para restaurar a oração nas escolas e um momento de silêncio, mas a decisão da Suprema Corte não foi alterada.

#### Tentativa de assassinato
Em 30 de março de 1981, a apenas 69 dias do início de sua presidência, sofreu uma tentativa de assassinato enquanto deixava o hotel Hilton Washington. John Hinckley, Jr., um rapaz desequilibrado de 26 anos de idade, disparou seis tiros em sua direção. Um dos tiros ricocheteou a porta da limusine e atingiu o presidente na sua axila esquerda, passando de raspão por uma costela e se alojando em seu pulmão, parando quase a uma polegada de seu coração. Outras três pessoas ficaram feridas: seu secretário de imprensa James Brady, o policial Thomas Delahanty e o agente do Serviço Secreto Timothy McCarthy. Embora tenha ficado "perto da morte" quando chegou ao George Washington University Hospital, foi estabilizado na sala de emergência, e, em seguida, passou por uma cirurgia exploratória de emergência. Reagan se recuperou e foi liberado do hospital em 11 de abril, tornando-se o primeiro presidente dos Estados Unidos em exercício a sobreviver de uma tentativa de assassinato envolvendo armas de fogo. A tentativa de assassinato teve grande influência sobre a popularidade do presidente; pesquisas indicavam uma aprovação de aproximadamente 73%. Reagan acreditava que Deus havia poupado sua vida para que ele pudesse conseguir um propósito maior.

#### Greve dos controladores de tráfego aéreo
No verão de 1981, o Sindicato dos Controladores Profissionais de Tráfego Aéreo (PATCO) entrou em greve, violando uma lei federal que proibia o direito a greve a sindicatos do governo. Declarando a situação como uma emergência, conforme descrito pela Taft–Hartley Act de 1947, afirmou que, se os controladores de tráfego aéreo "não voltassem a trabalhar em menos de 48 horas, eles terão perdido seus empregos e o caso será encerrado". Reagan colocou sua ameaça em execução e demitiu 11 345 controladores que ainda estavam em greve em 5 de agosto e foram substituídos por controladores militares. Estes continuaram a gerir o tráfego civil até que novos controladores foram contratados e treinados. De acordo com ele, "a demissão de empregados do PATCO não só demonstrou uma clara determinação do presidente para assumir o controle da burocracia, mas também enviou uma mensagem clara para o setor privado de que os sindicatos não são mais a se temer.".

#### Política econômica

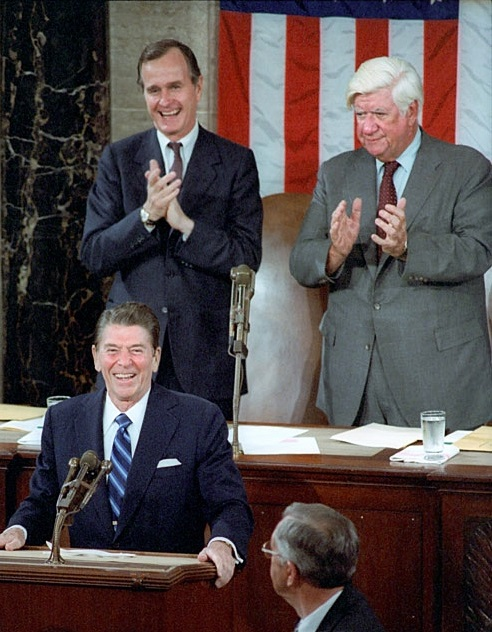
Reagan em um discurso especial ao Congresso sobre o Programa de Recuperação Econômica em 28 de abril de 1981. O 30 de março havia sido baleado a uma tentativa de assassinato.

Reagan implementou políticas baseadas na economia pelo lado da oferta, defendeu a filosofia laissez-faire e a política fiscal de livre mercado, e procurou estimular a economia com grandes cortes de impostos. Citando as teorias econômicas de Arthur Laffer, promoveu os cortes de impostos propostos para potencialmente estimular a economia a expandir sua base tributária, compensando a perda de receitas causadas pela redução dos impostos pelo fato de que mais pessoas pagariam impostos. O efeito final de todas as contas fiscais da era Reagan foi o de uma redução de 1% na receita do governo em relação as primeiras estimativas de receita do Departamento do Tesouro, feitas em janeiro de cada ano. O Reaganomics foi objeto de intenso debate entre os seus apoiadores, que apontavam para melhorias em alguns indicadores econômicos chaves como uma prova de sucesso, e os seus críticos, que apontavam os grandes aumentos nos déficits orçamentários federais e da dívida nacional. Sua política de "paz Armada" resultou em um aumento significativo nos gastos militares, que tiveram um aumento real de 40% entre 1981 e 1985.
Os impostos federais sobre a renda foram significativamente reduzidos com a sanção da Economic Recovery Tax Act of 1981. No entanto, outros aumentos de impostos aprovados pelo Congresso e sancionados pelo presidente garantiram que as receitas federais provenientes do imposto de renda aumentassem de US$ 308,7 bilhões para US$ 549 bilhões e fossem superiores à média do período de 1970-2010. Com a sanção da lei bipartidária Tax Reform Act of 1986, a legislação tributária também foi revisada. Apesar do fato de que a Tax Equity and Fiscal Responsibility Act of 1982 (TEFRA) foi o maior aumento de impostos em tempos de paz da história norte-americana, o produto interno bruto apresentou uma forte recuperação após a recessão do início da década de 1980, e cresceu a uma taxa média anual de 7,93% durante o seu governo. Foram criados dezesseis milhões de novos empregos e os índices de desemprego caíram de 7,5%, registrado no último ano do governo Jimmy Carter, para 5,4%, embora o desemprego atingiu no final de 1982 a maior taxa desde a Grande Depressão, antes de cair durante o restante do mandato. Comparado com o governo Carter, a inflação média também diminuiu significativamente, indo de 12,5% (1980) para 4,4% (1988).

Reagan fazendo um discurso televisivo no Salão Oval da Casa Branca para apresentar seu plano de corte de impostos em julho de 1981.

As políticas econômicas do presidente propuseram que o crescimento econômico iria ocorrer quando as taxas de imposto marginais fossem baixas o suficiente para estimular o investimento, que como resultado levaria a um aumento do crescimento econômico, aumento do emprego e dos salários. Os críticos rotularam esta política como "trickle-down economics" e acreditavam que as políticas fiscais que beneficiariam os ricos iria criar um efeito negativo para os pobres. Surgiram dúvidas se suas políticas beneficiavam mais os ricos do que aqueles que viviam em situação de pobreza, e muitos cidadãos pobres e das minorias o viam indiferente em relação as suas lutas. Estes pontos de vista foram agravados pelo fato de que o regime econômico congelou o salário-mínimo em 3,35 dólares por hora, cortou a assistência federal para os governos locais em 60%, cortou o orçamento para a habitação pública e eliminou o programa de combate à pobreza.
Dando continuidade à sua política de redução do governo, reduziu os orçamentos de todos os programas não relacionados com o setor de defesa, incluindo o Medicaid, vale refeição, programas federais educacionais e a EPA. Enquanto protegeu alguns programas de benefícios, como o da segurança social e o Medicare, seu governo tentou retirar os benefícios de seguridade social de muitas pessoas com deficiência.
A posição do governo em relação a indústria de Poupanças e Empréstimos contribuiu para a crise do setor. Sugere-se também, por uma minoria de críticos ao Reaganomics, que as políticas econômicas do presidente influenciaram parcialmente a queda da bolsa de 1987, mas não há um consenso a respeito de um único fator para a queda. Para cobrir os déficits orçamentários federais recém gerados, os Estados Unidos pediram empréstimos pesados, tanto internamente como no exterior, aumentando a dívida nacional de US$ 997 bilhões para US$ 2,8 trilhões. Reagan descreveu a nova dívida como a "maior decepção" de sua presidência.
Reagan reconduziu Paul Volcker ao cargo de presidente da Reserva Federal, e em 1987 indicou o monetarista Alan Greenspan para sucedê-lo. Reagan terminou com os controles de preços sobre o petróleo nacional, que havia contribuído para as crises energéticas no início de 1970. O preço do petróleo caiu posteriormente, e os anos 1980 não viram a escassez de combustível que ocorreu durante a década de 1970. Também cumpriu uma promessa da campanha de 1980 e revogou o imposto sobre lucros inesperados em 1988, que tinha aumentado anteriormente a dependência pelo petróleo estrangeiro. Alguns economistas, como os ganhadores do Prêmio Nobel Milton Friedman e Robert A. Mundell, argumentam que suas políticas fiscais revigoraram a economia dos Estados Unidos e contribuíram para o boom econômico da década de 1990. Outros economistas, como o vencedor do Prêmio Nobel Robert Solow, argumentam que os déficits foram uma das principais razões que levaram seu sucessor, George H. W. Bush, a quebrar uma promessa de campanha e aumentar os impostos.

#### Escalada da Guerra Fria
Reagan reviveu a Guerra Fria e acelerou a reversão da política de relaxamento, que iniciou em 1979 após o início da Guerra do Afeganistão. Ordenou uma expansão massiva das Forças Armadas dos Estados Unidos e implementou novas políticas em relação a União Soviética: reviveu o programa B-1 Lancer, que havia sido cancelado pelo governo Carter, e produziu o míssil LGM-118 Peacekeeper. Em resposta aos soviéticos pela implementação do SS-20, supervisionou a implantação de mísseis Pershing da OTAN na Alemanha Ocidental.

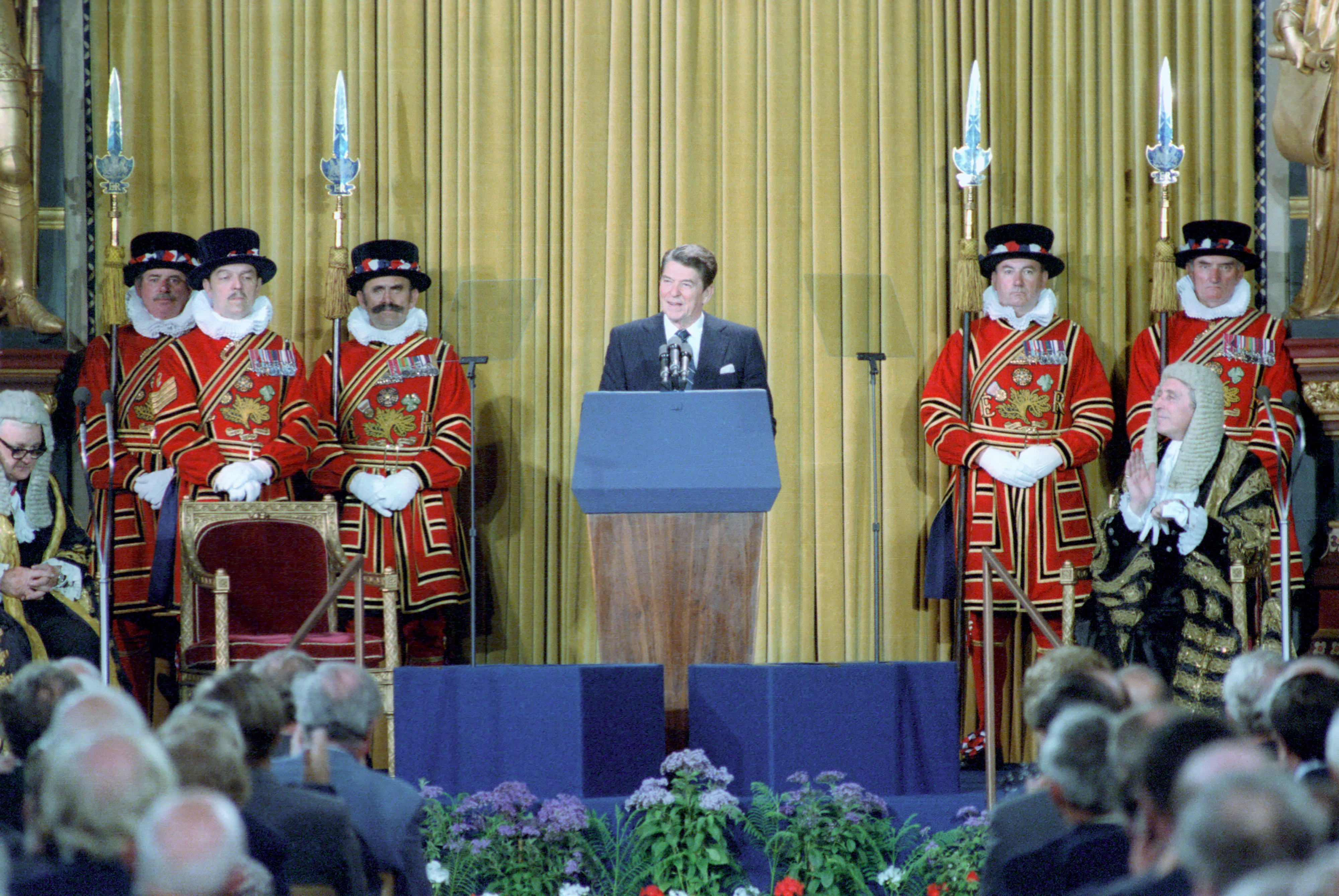
Reagan, o primeiro presidente norte-americano a discursar no Parlamento do Reino Unido, previu em 8 de junho de 1982 que o marxismo-leninismo seria deixado no monte de cinzas da história.

No início de seu mandato, iniciou um processo de propaganda contra a União Soviética por meio de diversas piadas a respeito dos soviéticos, relacionando a situação cubana e as ideias comunistas para provocar as autoridades da URSS. Os soviéticos, por sua vez, sob a voz de Leonid Brejnev, passaram a responder as piadas de Reagan, por meio de discursos irônicos e retóricas, que iam desde as contradições do sistema capitalista a frivolidades, como a idade avançada e a vida sexual dos dois líderes. No início dos anos 1980, o mundo assistiu ao que se chamou de "Guerra Suja", em alusão a Guerra Fria, saturada de pensamentos apocalípticos e piadas xenófobas e ideológicas entre ambos os países, fazendo retornar o temor de uma guerra nuclear. Ao ser informado da morte de Konstantin Chernenko, após pouco mais de um ano de governo, Reagan teria zombado, dizendo: "Como posso chegar em algum lugar com os russos se eles não param de morrer na minha frente?"
Juntamente com a primeira-ministra do Reino Unido Margaret Thatcher, denunciou a União Soviética em termos ideológicos. Em um famoso discurso ao Parlamento britânico na Galeria Real do Palácio de Westminster em 8 de junho de 1982, declarou: "A marcha da liberdade e da democracia vai deixar o marxismo-leninismo sobre o monte de cinzas da história". Em 3 de março de 1983, previu que o comunismo entraria em colapso e afirmou: "O comunismo é outro capítulo triste e estranho da história da humanidade cujas últimas páginas estão sendo escritas". Em um discurso para a Associação Nacional dos Evangélicos em 8 de março de 1983, chamou a União Soviética de "um Império do mal".
Após jatos interceptadores soviéticos derrubaram o Voo KAL 007 perto da Ilha Moneron em 1 de setembro de 1983, matando 269 pessoas, incluindo o congressista da Geórgia Larry McDonald, rotulou o ato como um "massacre" e declarou que os soviéticos "tinham se voltado contra o mundo e os princípios morais que norteiam as relações humanas". O governo norte-americano respondeu ao incidente, suspendendo todos os voos comerciais entre os dois países e os acordos comerciais em negociação, o que prejudicou financeiramente a União Soviética. Segundo as investigações, falhas do sistema de navegação podem ter contribuído para que o incidente ocorresse; em resposta, Reagan anunciou em 16 de setembro de 1983 que o Sistema de Posicionamento Global (GPS) estaria disponível gratuitamente para uso civil, para evitar erros de navegação semelhantes no futuro.

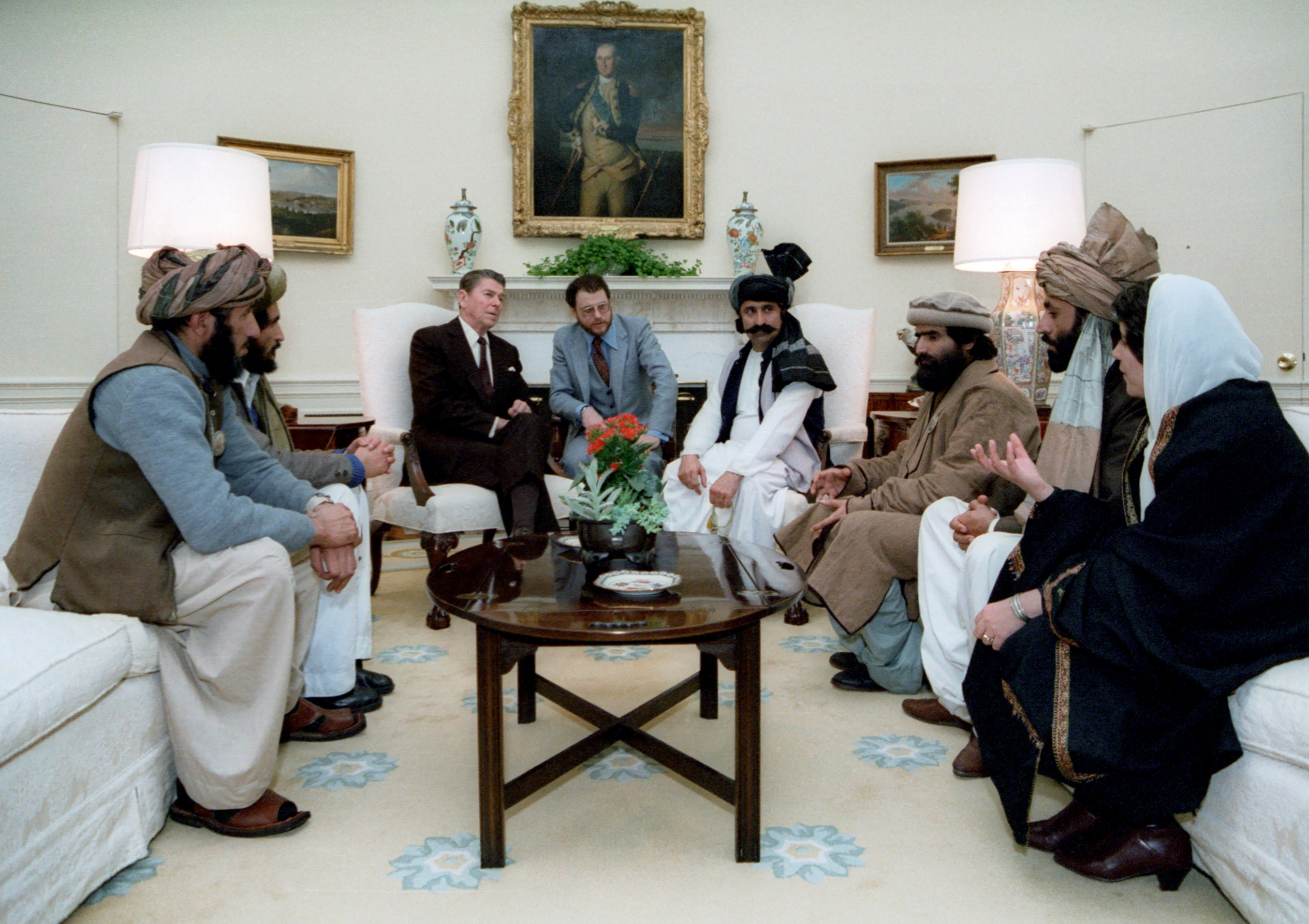
Reagan durante reunião no Salão Oval com líderes afegãos dos Mujahidin em 1983.

Em relação a Guerra Irã-Iraque, inicialmente adotou uma postura neutra antes de apoiar Saddam Hussein, ditador do Iraque, contra a República Islâmica do Irã. Em 1987, navios norte-americanos foram enviados para o Golfo Pérsico para proteger os navios petroleiros. Esta intervenção levou a vários confrontos armados com navios iranianos e em 3 de julho de 1988 o Voo Iran Air 655 foi derrubado pelo cruzador USS Vincennes, ocasionando a morte de 290 pessoas. A aeronave civil tinha sido confundida com um avião militar enquanto sobrevoava o espaço aéreo iraniano. A tragédia levantou um paralelo com a destruição do KAL 007 por um caça soviético cinco anos antes, quando o presidente tinha condenado severamente.
Sob uma política que ficou conhecida como a Doutrina Reagan, Reagan e seu governo também forneceram ajuda aberta e encoberta aos movimentos de resistência anticomunistas em um esforço para "reverter" governos comunistas apoiados pelos soviéticos na África, Ásia e América Latina. Reagan implementou a Divisão de Atividades Especiais da CIA para o Afeganistão e Paquistão. Eles foram fundamentais para formar, equipar e liderar as forças Mujahidin contra o exército soviético. O programa secreto do presidente Reagan foi creditado por ajudar a acabar com a ocupação soviética do Afeganistão, embora alguns dos armamentos financiados e introduzidas pelos norte-americanos se tornaram uma ameaça para as suas tropas durante a Guerra no Afeganistão, na década de 2000. No entanto, em uma ruptura com a política do governo Carter de armar o Taiwan no âmbito da Taiwan Relations Act, também concordou com o governo comunista da China para reduzir a venda de armas para o Taiwan.
Em março de 1983, apresentou a Iniciativa Estratégica de Defesa (SDI), um programa militar que previa o estabelecimento de sistemas terrestres e espaciais para proteger os Estados Unidos de ataques de mísseis balísticos intercontinentais. Reagan acreditava que este escudo antimísseis tornaria impossível que uma guerra nuclear ocorresse, mas a incerteza sobre a viabilidade de um projeto como este levou os opositores a chamarem a iniciativa de "Guerra nas estrelas" e a declararem que as metas tecnológicas eram irrealistas. Os soviéticos ficaram preocupados com os possíveis efeitos do SDI; o líder Yuri Andropov declarou que iria colocar "o mundo inteiro em perigo". Por essas razões, David Gergen, ex-assessor do presidente Reagan, acredita, em retrospecto, que o SDI acelerou o fim da Guerra Fria.
Críticos acusam a política externa de Reagan de ser agressiva, imperialista e "belicista", mas foi apoiada por conservadores norte-americanos que sentiram que era necessário para proteger os interesses de segurança dos Estados Unidos. O governo Reagan também apoiou líderes anticomunistas acusados de violações graves dos direitos humanos, tais como Efraín Ríos Montt da Guatemala.

#### Operação Fúria Urgente (Granada), 1983

Reagan se encontra com a primeira-ministra da Dominica, Eugenia Charles, no Salão Oval durante os eventos de Granada.

Em 25 de outubro de 1983, ordenou a invasão da ilha de Granada, onde um golpe de Estado em 1979 trouxe ao poder um governo marxista-leninista. Um pedido formal da Organização dos Estados do Caribe Oriental (OECS) levou a intervenção dos Estados Unidos. Reagan também citou a ameaça representada pela influência soviética-cubana no Caribe e a ameaça a centenas de estudantes norte-americanos da Universidade de Saint-Georges para justificar sua intervenção. Foi a primeira grande operação militar conduzida pelos Estados Unidos desde a Guerra do Vietnã. A intervenção, que recebeu o nome de Operação Fúria Urgente, durou vários dias e o governo comunista foi derrubado. Ao todo, dezenove norte-americanos foram mortos e outros 116 ficaram feridos. Em meados de dezembro, as forças americanas se retiraram após a nomeação de um novo governo. A operação contou com um amplo apoio popular nos Estados Unidos, mas foi condenada pela Assembleia Geral das Nações Unidas como "uma violação flagrante do direito internacional" por uma votação de 108 votos a favor, 9 contra e 27 abstenções.

#### Guerra Civil Libanesa, 1983
Com a aprovação do Congresso, enviou forças para o Líbano em 1983 para reduzir a ameaça da Guerra Civil Libanesa. As forças de paz norte-americanas em Beirute, uma parte da Força Multinacional no Líbano, foram atacadas em 23 de outubro de 1983. Dois caminhões-bomba explodiram, causando a morte de 241 soldados norte-americanos e mais outros sessenta foram feridos. Reagan enviou o USS New Jersey ao local, uma equipe da Casa Branca liderada pelo vice-presidente George H. W. Bush e chamou o atentado de um "ato desprezível". Em fevereiro de 1984, ordenou a retirada das tropas norte-americanas do território libanês.

#### Campanha presidencial de 1984

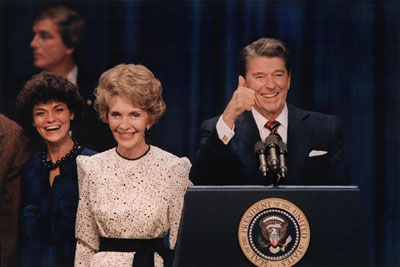
Comemoração da reeleição de Reagan na noite da eleição em Los Angeles, Califórnia.

No final de agosto de 1984, aceitou a nomeação republicana na convenção do partido em Dalas, Texas. Reagan proclamou que estava "amanhecendo novamente na América" devido a recuperação econômica e o desempenho dominante dos atletas norte-americanos nos Jogos Olímpicos de Verão, entre outras coisas. Naquele ano, se tornou o primeiro presidente norte-americano a abrir a cerimônia de um Jogo Olímpico realizado no país.
Seu principal oponente na eleição geral foi Walter Mondale, vice-presidente de Jimmy Carter. Com questões sobre a idade de Reagan e seu fraco desempenho no primeiro debate presidencial, a sua capacidade para desempenhar as funções presidenciais em um novo mandato foi questionada. Seu comportamento aparentemente confuso e distraído ficou evidente para os seus apoiadores, que o conheceram como talentoso e inteligente. Foi na campanha de 1984 que começaram a circular rumores de que tinha a doença de Alzheimer. Reagan se recuperou no segundo debate, e enfrentou perguntas sobre a sua idade, satirizando: "Eu não vou tornar a idade uma questão nesta campanha. Eu não vou explorar, para fins políticos, a juventude e inexperiência do meu oponente". Esta resposta causou aplausos e risos, até mesmo de Mondale, que mais tarde declarou: "era realmente o fim da minha campanha naquela noite, eu acho [...]".
Em 6 de novembro, foi reeleito com 54 455 472 votos (58,77%), vencendo em 49 dos 50 estados. A vitória esmagadora do presidente fez com Mondale vencesse apenas em seu estado natal, Minnesota (por apenas 3,8 mil votos de diferença), e no Distrito de Columbia. Reagan obteve 525 votos do Colégio Eleitoral (de um total de 538), o maior número para qualquer outro candidato até os dias atuais e recebeu 16,8 milhões de votos populares a mais que Mondale, sendo esta a segunda maior margem da história, superada apenas pela votação de Richard Nixon em 1972.

### Segundo mandato

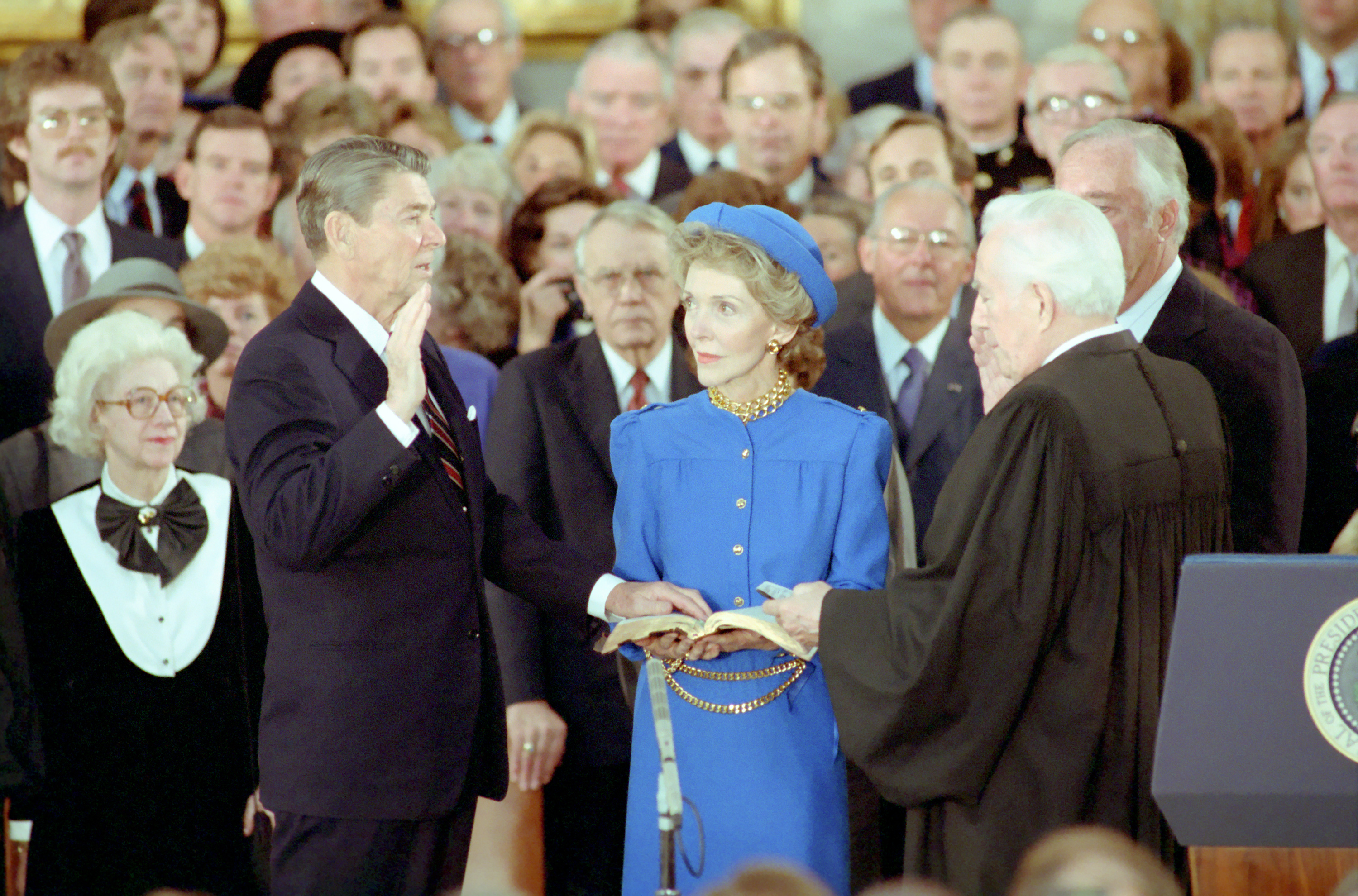
Ronald Reagan toma posse para um segundo mandato na Rotunda do Capitólio, 21 de janeiro de 1985.

Reagan foi empossado para o seu segundo mandato em 20 de janeiro de 1985, em uma cerimônia privada na Casa Branca. A cerimônia pública foi realizada na Rotunda do Capitólio no dia seguinte, uma vez que o dia 20 caiu em um domingo. O dia 21 de janeiro daquele ano foi um dos dias mais frios já registrados em Washington, com uma temperatura -20 °C na manhã. Devido ao mau tempo, as comemorações foram realizadas no Capitólio. Nas semanas seguintes, mudou parte de sua administração. O Chefe de Gabinete da Casa Branca, James Baker, e o secretário do Tesouro, Donald Regan, trocaram suas funções.
Em 1985, Ronald e Nancy visitaram um cemitério militar alemão em Bitburg para colocar uma coroa de flores, sendo acompanhado pelo chanceler da Alemanha Ocidental Helmut Kohl. No entanto, saudou no cemitério os túmulos de 49 membros da Waffen-SS. Reagan emitiu um comunicado em que chamou os soldados nazistas enterradas naquele cemitério de "vítimas", uma designação que gerou controvérsia sobre o fato de que tinha igualado os homens da SS às vítimas do Holocausto. Pat Buchanan, diretor de comunicação do presidente, argumentou que Reagan não tinha equiparado os membros da SS com as vítimas do Holocausto. Reagan foi fortemente encorajado a cancelar a visita, mas respondeu que seria errado recuar a uma promessa que havia feito ao chanceler Kohl e acabou participando da cerimônia que lembrou o fim da Segunda Guerra.

#### Guerra contra as drogas

A primeira-dama Nancy Reagan durante um evento da campanha Just Say No na Casa Branca em 1986.

Em 1982, anunciou uma guerra contra as drogas, em resposta a preocupações sobre a crescente epidemia de crack. Embora Nixon já havia declarado uma guerra contra as drogas, Reagan defendeu políticas mais combativas. Na metade de seu segundo mandato, lançou políticas mais ambiciosas no contexto da guerra contra as drogas. Declarou que "as drogas estão ameaçando nossa sociedade" e prometeu lutar por escolas e locais de trabalho livres de drogas, a expansão do tratamento da dependência, a aplicação de leis mais rígidas e uma maior sensibilização da opinião pública.
Em outubro de 1986, sancionou uma lei de repressão às drogas, que liberou US$ 1,7 bilhão para financiar a guerra contra as drogas e especificou uma pena mínima obrigatória para crimes relacionados com drogas. A lei foi criticada por promover disparidades raciais significativas da população carcerária, devido as diferenças nas sentenças para delitos envolvendo crack e cocaína. Os críticos também argumentavam que as políticas do governo pouco fizeram para reduzir realmente a disponibilidade das drogas nas ruas, enquanto ela resultava em um grande custo financeiro e humano para a sociedade norte-americana. Os defensores da política antidrogas indicavam como uma prova de sucesso os êxitos alcançados na redução do consumo de drogas entre adolescentes. Segundo um estudo da Universidade de Michigan, o uso da maconha entre alunos do último ano do ensino médio caiu de 50,1% em 1978 para 36% em 1987, e também foi registrado uma diminuição do uso de drogas psicadélicas (11% para 6%), cocaína (12% para 10%) e heroína (1% para 0,5%) entre os estudantes em geral.
Durante uma das aulas sobre o abuso de drogas, Nancy foi questionada por uma aluna que não sabia o que dizer caso drogas lhe fossem oferecidas. Ao que Nancy respondeu: "Just Say No" (Basta dizer Não). Em 1982, a primeira-dama organizou a campanha Just Say No, que tornou-se sua principal ocupação. Nancy sentiu a necessidade de educar as crianças americanas sobre o uso de drogas e os seus efeitos negativos. Nancy organizou várias viagens para educar crianças e adolescentes contra o uso recreativo de drogas. A primeira-dama viajou para 65 cidades em 33 estados, além de vários outros países, totalizando mais de quatrocentos mil quilômetros.

#### Bombardeio da Líbia

A primeira-ministra britânica Margaret Thatcher com Reagan em frente a 10 Downing Street, em Londres em junho de 1982, deu aos Estados Unidos o uso de bases aéreas britânicas para lançar ataques militares contra a Líbia.

As relações entre os Estados Unidos e a Líbia durante o governo Reagan foram continuamente tensas. O incidente no Golfo de Sidra em 1981 foi o primeiro de uma série de confrontos entre os dois países. Em 1982, o líder líbio Muammar Gaddafi foi considerado pela CIA, juntamente com o líder da URSS Leonid Brezhnev e o líder cubano Fidel Castro, uma parte de um grupo conhecido como a "trindade profana" e também foi rotulado por um funcionário da CIA como o "nosso inimigo público internacional número um". O presidente Reagan considerava Gaddafi o "cachorro louco do Oriente Médio". Estas tensões foram mais tarde revividas no início de abril de 1986, quando uma bomba explodiu em uma discoteca de Berlim, resultando no ferimento de 63 militares norte-americanos e na morte de um. Afirmando que haviam "provas irrefutáveis" de que a Líbia havia comandado o "atentado terrorista", Reagan autorizou o uso da força contra o país. No final da noite de 15 de abril de 1986, os Estados Unidos lançaram uma série de ataques aéreos contra alvos terrestres na Líbia.
A primeira-ministra britânica Margaret Thatcher permitiu que a Força Aérea dos Estados Unidos usasse bases aéreas da Grã-Bretanha para lançar os ataques, com a justificativa de que o Reino Unido estava apoiando o direito dos Estados Unidos de autodefesa nos termos do artigo 51 da Carta das Nações Unidas. O ataque foi projetado para deter a "capacidade de Gaddafi de exportar o terrorismo", oferecendo-lhe "incentivos e razões para alterar o seu comportamento criminoso". No Salão Oval, o presidente falou ao povo norte-americano após o início dos ataques, afirmando: "Quando nossos cidadãos são atacados ou abusados em qualquer lugar do mundo sob as ordens diretas de regimes hostis, nós responderemos enquanto eu estiver neste cargo". O ataque foi condenado por muitos países. Por 79 votos a favor, 28 contra e 33 abstenções, a Assembleia Geral das Nações Unidas aprovou a Resolução 41/38, que "condena o ataque militar perpetrado contra o Jamahiriya Árabe Popular Socialista da Líbia, em 15 de abril de 1986, o que constitui uma violação da Carta das Nações Unidas e do direito internacional".

#### Imigração
Em novembro de 1986, sancionou a Immigration Reform and Control Act. A legislação tornou ilegal a contratação consciente de imigrantes ilegais, obrigou os empregadores a fornecerem um atestado sobre a condição de imigração de seus funcionários, e concedeu anistia a aproximadamente três milhões de imigrantes ilegais que entraram nos Estados Unidos antes de 1 de janeiro de 1982 e viviam no país desde então. Os críticos argumentaram que as sanções aplicáveis aos empregadores eram limitadas e que a legislação não conseguiu conter a imigração ilegal. Ao sancionar a legislação em uma cerimônia realizada ao lado da Estátua da Liberdade, na época recentemente renovada, declarou: "Os termos de legalização desta lei vão melhorar muito a vida desta classe de indivíduos que se escondem nas sombras, sem acesso a muitos dos benefícios de uma sociedade livre e aberta. Muito em breve muitos destes homens e mulheres serão capazes de entrar na luz do sol e, finalmente, se eles quiserem, poderão se tornar americanos". Quanto às disposições sobre a contratação de imigrantes ilegais, afirmou: "O programa de sanções aos empregadores é a pedra fundamental e um elemento importante. Ele irá remover o incentivo a imigração ilegal, eliminando as oportunidades de emprego que atraem os imigrantes ilegais aqui".

#### Caso Irã-Contras

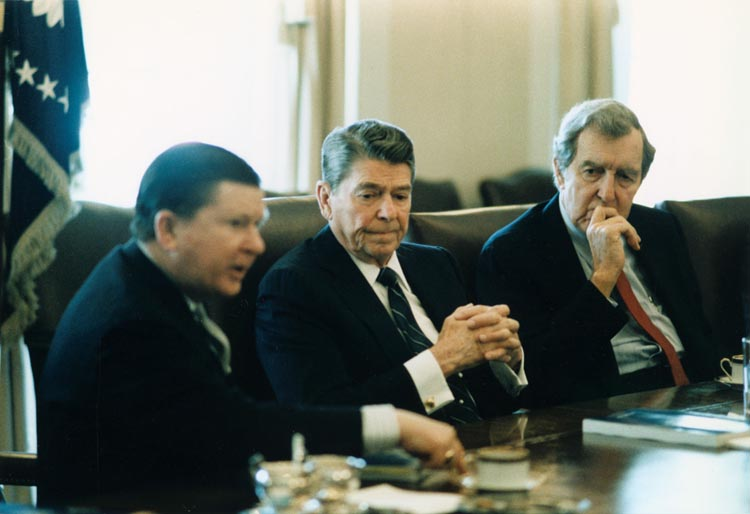
Presidente Reagan recebe o Tower Report na Casa Branca em 26 de fevereiro de 1987.

Em novembro de 1986, o governo foi abalado por um escândalo que envolvia a venda não oficial de armas ao Irã para assegurar a libertação de reféns e financiar os Contras na Nicarágua, que, devido a um ato do Congresso, não poderia receber financiamento do governo. Na época, o Irã estava sujeito a um embargo internacional de armamento. O caso Irã-Contras se tornou o maior escândalo político nos Estados Unidos durante os anos 1980. O Tribunal Internacional de Justiça, cuja competência para decidir o caso foi contestada pelos Estados Unidos, decidiu que os Estados Unidos havia violado de várias maneiras a lei internacional e os tratados da Nicarágua.
O presidente Reagan declarou que não tinha conhecimento do caso, mas assumiu a total responsabilidade por quaisquer ações feitas sem seu conhecimento. Ele nomeou dois republicanos e um democrata para investigar o escândalo (John Tower, Brent Scowcroft e Edmund Muskie formaram a "Comissão Tower"). A comissão não conseguiu encontrar evidências diretas de que Reagan tinha conhecimento prévio do programa, mas o criticou fortemente pela retirada de gerenciamento da própria equipe, tornando possível o desvio de fundos. Um relatório separado feito pelo Congresso concluiu que "se o presidente não sabia o que seus assessores de segurança nacional estavam fazendo, ele deveria saber". Sua popularidade caiu de 67% para 46% em menos de uma semana, a maior e mais rápida queda na popularidade de um presidente norte-americano. O escândalo resultou em catorze acusações e onze condenações a membros do gabinete.
Muitos centro-americanos o criticam por seu apoio aos Contras, chamando-o de um fanático anticomunista e insensível para as violações dos direitos humanos, enquanto outros dizem que ele "salvou a América Central". Daniel Ortega, um sandinista e presidente da Nicarágua, declarou que esperava que Deus iria perdoar Reagan por sua "guerra suja contra a Nicarágua".

#### Fim da Guerra Fria

Reagan discursa no Portão de Brandemburgo do Muro de Berlim em 12 de junho de 1987, desafiando Gorbachev: "Derrube este muro!".

Até o início da década de 1980, os Estados Unidos tinham contado com a superioridade de suas armas para amedrontar os soviéticos. No entanto, no início de 1980, a URSS tinha criado um exército e um arsenal militar superior ao dos Estados Unidos. Embora a União Soviética não tenha acelerado suas despesas militares após o fortalecimento militar norte-americano feito pelo governo Reagan, suas grandes despesas militares, combinadas com a coletivização forçada e a economia planificada ineficiente, eram um fardo pesado para a economia. Ao mesmo tempo, o governo Reagan convenceu as companhias petrolíferas da Arábia Saudita a aumentar sua produção de petróleo, o que resultou numa queda acentuada dos preços do petróleo em 1985; o petróleo era a principal fonte de receitas de exportação dos soviéticos. Estes fatores contribuíram para uma economia estagnada durante o governo de Mikhail Gorbachev.
Reagan reconheceu a mudança da liderança soviética com a ascensão de Gorbachev, e tentou encorajá-lo a se engajar em negociações de desarmamento. Reagan considerava que a sua missão era alcançar "um mundo livre de armas nucleares", as quais ele considerava como "totalmente irracional, totalmente desumano, bom para nada, exceto para matar, possivelmente destrutivo para a vida na Terra e a civilização.". Entre 1985 a 1988, Gorbachev e Reagan organizaram quatro conferências sobre desarmamento: a primeira em Genebra, Suíça; a segunda em Reykjavík, Islândia; a terceira em Washington, D.C.; e a quarta em Moscou. Reagan acreditava que se ele pudesse convencer os soviéticos a permitir mais democracia e liberdade de expressão, levaria o país a uma reforma e ao fim do comunismo.
Discursando no Muro de Berlim em 12 de junho de 1987, desafiou Gorbachev a ir mais longe: "Secretário-Geral Gorbachev, se você procura a paz, se você busca a prosperidade para a União Soviética e a Europa Oriental, se você procura a liberalização, venha aqui para este portão. Sr. Gorbachev, abra este portão! Sr. Gorbachev, derrube este muro!".

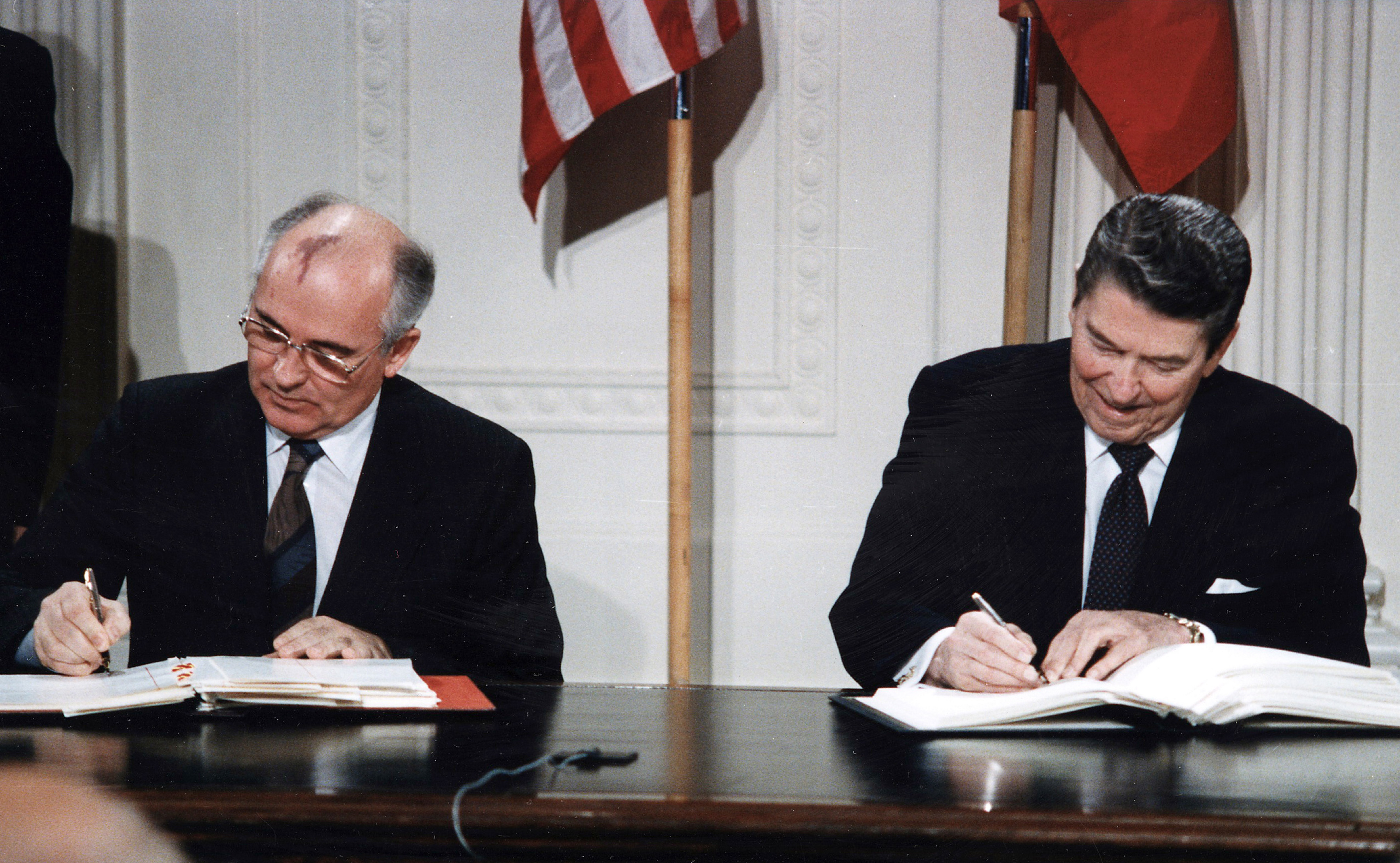
Gorbachev e Reagan assinam o Tratado INF na Casa Branca em dezembro de 1987.

Antes da visita de Gorbachev a Washington, D.C. para a terceira conferência em 1987, o líder soviético anunciou a sua intenção de assinar um importante acordo sobre desarmamento. O momento do anúncio levou diplomatas ocidentais a afirmarem que Gorbachev estava oferecendo concessões significativas em termos de armas convencionais, armas nucleares, e a política na Europa Oriental. Ele e Reagan assinaram o Tratado de Forças Nucleares de Alcance Intermediário (INF) na Casa Branca, que eliminou os mísseis balísticos e de cruzeiro, nucleares ou convencionais, cujo alcance estivesse entre 500 e 5 500 km. Eles também lançaram as bases do Tratado de Redução de Armas Estratégicas, também conhecido como START I, assinado em 1991.
Quando Reagan visitou Moscou para a quarta conferência em 1988, era visto como uma celebridade pelos soviéticos. Um jornalista perguntou ao presidente se ele ainda considerava a União Soviética o "império do mal". "Não", respondeu o presidente, "eu estava falando de um outro tempo, outra época". A pedido de Gorbachev, fez um discurso sobre os mercados livres na Universidade Estadual de Moscou. Em sua autobiografia, An American Life, expressou seu otimismo em relação ao novo governo soviético e sua amizade com Gorbachev. Em novembro de 1989, dez meses depois de deixar a presidência, o Muro de Berlim foi derrubado, a Guerra Fria foi declarada oficialmente encerrada na Conferência de Malta em 3 de dezembro de 1989, e dois anos mais tarde, a União Soviética entrou em colapso.

#### Saúde do presidente

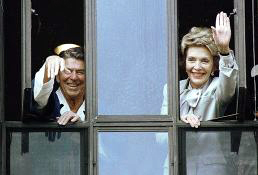
Os Reagan acenam de uma janela do hospital militar de Bethesda após a cirurgia do presidente em julho de 1985.

No início de sua presidência, começou a usar um aparelho auditivo, primeiramente em sua orelha direita e depois também na esquerda. Em 13 de julho de 1985, foi submetido a uma cirurgia no Hospital Naval de Bethesda para remover pólipos cancerosos de seu cólon. A Vigésima Quinta Emenda foi invocada pela primeira vez e o vice-presidente, George H. W. Bush, se tornou o presidente em exercício por aproximadamente oito horas. A cirurgia durou pouco menos de três horas e foi bem-sucedida. Reagan retomou os poderes presidenciais no final do dia. Em agosto daquele ano, passou por uma outra cirurgia para remover células cancerígenas da pele do nariz. Em outubro, outros tecidos cancerígenos foram removidos de seu nariz.
Em janeiro de 1987, passou por uma nova cirurgia devido a um aumento da próstata que causou mais preocupações em relação a sua saúde. No entanto, não foram encontrados tumores cancerosos e ele não foi sedado durante a operação. Em julho do mesmo ano, foi submetido a uma terceira operação para remover células cancerosas do nariz.

#### Judiciário
Durante a campanha de 1980, prometeu que, se pudesse, iria nomear a primeira mulher para a Suprema Corte. Em seu primeiro ano no cargo, nomeou Sandra Day O'Connor para preencher a vaga criada pela aposentadoria do juiz Potter Stewart. Em seu segundo mandato, indicou William Rehnquist para suceder Warren Burger como Chefe de Justiça, e nomeou Antonin Scalia para ocupar o lugar vago na Suprema Corte. Em 1987, indicou o jurista conservador Robert Bork para a Suprema Corte. O senador Ted Kennedy, um democrata de Massachusetts, condenou veementemente a indicação de Bork, o que causou uma grande controvérsia. A nomeação de Bork foi rejeitada pelo Senado por 58-42. Em seguida, nomeou Douglas Ginsburg, mas este desistiu da indicação depois de ser atacado por seu uso de cannabis. Anthony Kennedy foi finalmente confirmado para a Suprema Corte.
Juntamente com suas três indicações para a Suprema Corte, indicou 83 juízes para as Cortes de Apelação e 290 juízes para os tribunais distritais dos Estados Unidos. Até a atualidade, é o presidente norte-americano com mais nomeações para o Judiciário.

## Aposentadoria

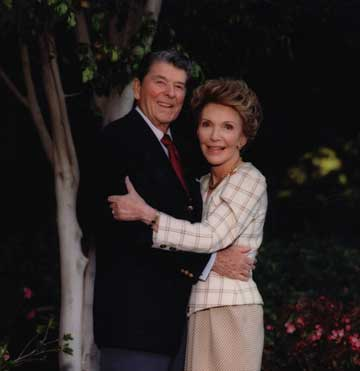
Ronald e Nancy em Los Angeles em 1992.

Na eleição presidencial de 1988, George H. W. Bush foi eleito presidente. Em 11 de janeiro de 1989, Reagan fez seu último discurso transmitido em rede nacional de televisão. Após deixar a presidência em 20 de janeiro daquele ano, comprou uma casa em Bel Air, Los Angeles. Ronald e Nancy frequentavam regularmente a Igreja Presbiteriana de Bel Air e ocasionalmente faziam aparições em nome do Partido Republicano. Na Convenção Republicana de 1992, Reagan fez um discurso bem recebido. Anteriormente, em 4 de novembro de 1991, a Biblioteca Presidencial Ronald Reagan foi aberta ao público. Durante a cerimônia, cinco presidentes estiveram presentes, bem como seis primeiras-damas, sendo esta a primeira vez em que cinco presidentes estavam no mesmo lugar. Reagan continuou discursando publicamente a favor do veto presidencial de itens, do projeto de Lei Brady, de uma emenda constitucional exigindo um orçamento equilibrado, e da revogação da Vigésima Segunda Emenda, que proíbe que um presidente exerça mais de dois mandatos. Em 1992, criou o Prêmio Liberdade de Ronald Reagan junto a Fundação Presidencial Ronald Reagan. Seu último discurso público foi feito em 3 de fevereiro de 1994, durante um tributo em sua homenagem em Washington, D.C. e sua última aparição pública foi no funeral de Richard Nixon, em 27 de abril de 1994.

### Doença de Alzheimer

#### Anúncio e reação
Em agosto de 1994, aos 83 anos de idade, foi diagnosticado com a doença de Alzheimer, uma doença neurodegenerativa incurável no tecido cerebral que causa a perda progressiva e irreversível das funções cognitivas até levar à morte.  Em novembro daquele ano, anunciou publicamente sua doença em uma carta manuscrita, na qual escreveu: "Foi anunciado recentemente que eu sou um dos milhões de americanos que serão atingidos pela doença de Alzheimer... Neste momento, eu me sinto muito bem. Eu pretendo viver o resto dos anos que Deus me deu nesta terra fazendo as coisas que sempre fiz... Eu comecei agora a viagem que vai me levar até o pôr do sol da minha vida. Eu sei que para a América sempre haverá uma aurora brilhante pela frente. Obrigado, meus amigos. Que Deus te abençoe sempre".
Após o diagnóstico, recebeu muitas cartas de apoio de simpatizantes, mas também houve especulações de que ele sofria da doença quando era presidente. A ex-correspondente da CBS na Casa Branca Lesley Stahl contou que, em sua última reunião com o presidente em 1986, Reagan parecia não saber quem ela era, e chegou a pensar que estava senil, mas, no final da reunião, ele recuperou sua lucidez. No entanto, o Dr. Lawrence K. Altman, um médico contratado como repórter do New York Times, observou que "a linha entre o mero esquecimento e o início da doença de Alzheimer pode ser distorcida", e os quatro médicos de Reagan na Casa Branca disseram que não viram nenhuma evidência da doença de Alzheimer enquanto era presidente. O Dr. John E. Hutton, médico de Reagan entre 1984 até 1989, disse que o presidente não tinha "absolutamente nenhum sinal de demência ou da doença de Alzheimer". Reagan tinha ocasionalmente lapsos de memória, especialmente com nomes. Certa vez, durante uma reunião com o primeiro-ministro japonês Yasuhiro Nakasone, se referiu várias vezes ao vice-presidente Bush como o "Primeiro-Ministro Bush". Seus médicos, no entanto, notaram que ele só começou a apresentar sintomas aparentes da doença no final de 1992 ou em 1993. James Baker, secretário de Estado durante o governo Reagan, considera "absurda" a ideia de que o presidente dormia durante reuniões de gabinete. Outros membros do governo, ex-assessores e amigos disseram que não viram nenhuma indicação da doença de Alzheimer enquanto era presidente.

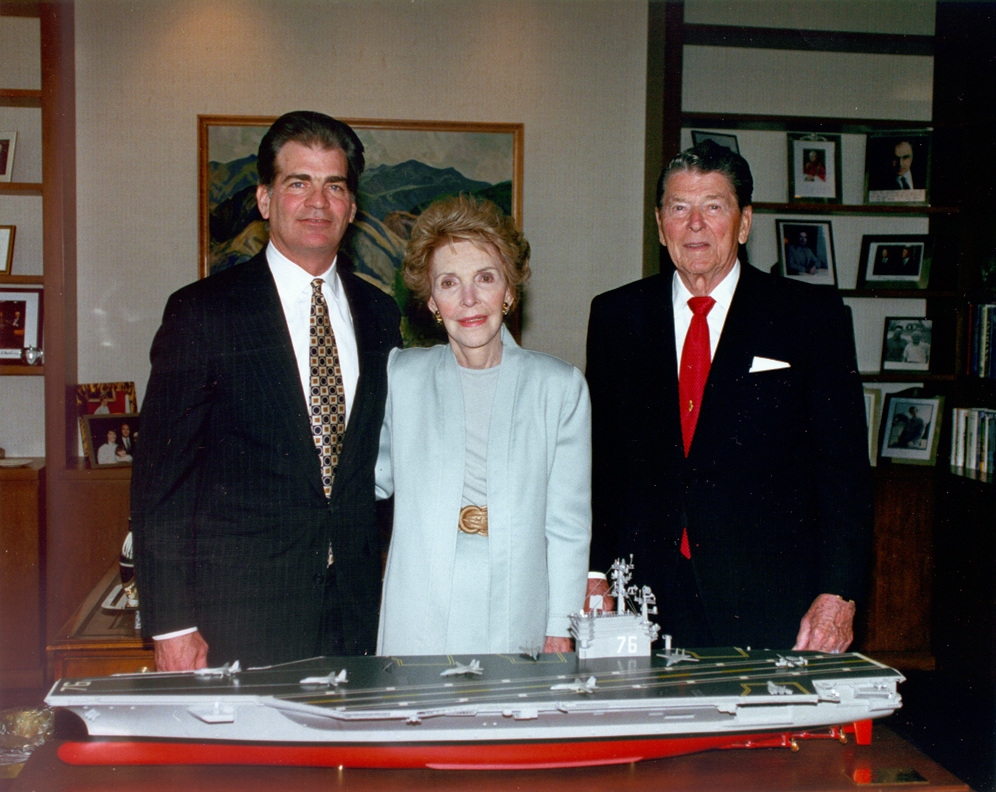
Os Reagan e o CEO da Newport News Shipbuilding Bill Fricks com um modelo do USS Ronald Reagan em maio de 1996.

Para complicar o caso, sofreu um traumatismo craniano em julho de 1989, cinco anos antes de seu diagnóstico. Depois de cair de um cavalo no México, um hematoma subdural foi encontrado e tratado cirurgicamente no final do ano. Nancy Reagan, citando o que os médicos lhe disseram, afirmou que a queda de seu marido em 1989 acelerou o aparecimento da doença de Alzheimer, mas não é certo que um ferimento na cabeça pode causar a aparência de Alzheimer ou de demência. Um de seus médicos, o Dr. Daniel Huge, disse que era possível, mas não era certo que o acidente de cavalo tenha afetado sua memória.

#### Progressão
Como o passar dos anos, a doença destruiu lentamente a sua capacidade mental. Reagan só foi capaz de reconhecer algumas pessoas, incluindo sua esposa, Nancy. No entanto, permaneceu ativo. Fazia caminhadas pelos parques próximos de sua casa e em praias, jogava golfe regularmente, e até 1999 ia muitas vezes ao seu escritório em Century City, Los Angeles. Reagan sofreu uma queda em sua casa em Bel Air em 13 de janeiro de 2001, resultando em uma fratura no quadril. A fratura foi operada no dia seguinte e ele retornou a sua casa no final da mesma semana, mas enfrentou uma difícil reabilitação. Em 6 de fevereiro de 2001, celebrou os seus noventa anos de idade, tornando-se o terceiro ex-presidente a chegar a esta idade (os outros dois foram John Adams e Herbert Hoover; mais tarde, Gerald Ford, George H.W. Bush e Jimmy Carter também chegaram aos noventa anos). As aparições públicas de Reagan tornaram-se menos frequentes com a progressão da doença, e, como resultado, sua família decidiu que ele iria viver em semi-isolamento tranquilo com sua esposa. Em 2001, Nancy declarou ao programa de Larry King que poucos visitantes foram autorizados a ver o marido porque ela sentiu que "Ronnie gostaria que as pessoas se lembrassem dele como ele era". Após o diagnóstico e a morte de seu marido, Nancy tornou-se uma defensora das pesquisas com células-tronco, instando o Congresso e o presidente George W. Bush a apoiar o financiamento federal para pesquisas com células-tronco embrionárias, algo que Bush se opôs. Em 2009, ela elogiou o presidente Barack Obama por ter retirado restrições das pesquisas com células-tronco. Nancy declarou que acredita que as pesquisas com células-tronco podem levar a uma cura da doença de Alzheimer.

## Morte

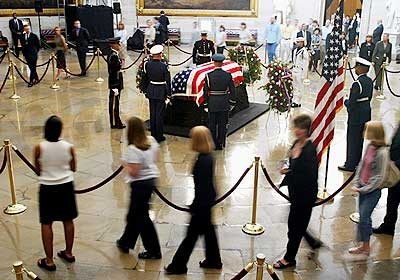
Caixão de Ronald Reagan na Rotunda do Capitólio dos Estados Unidos em 10 de junho de 2004.

Reagan morreu de pneumonia, complicada pela doença de Alzheimer, em sua casa em Bel Air, Califórnia, na tarde de 5 de junho de 2004. Pouco tempo depois, Nancy Reagan divulgou um comunicado dizendo: "Minha família e eu queremos que o mundo saiba que o presidente Ronald Reagan morreu após 10 anos da doença de Alzheimer com 93 anos de idade. Agradecemos as orações de todos". O presidente George W. Bush declarou que 11 de junho seria um dia de luto nacional, e homenagens foram feitas ao redor do mundo. O corpo de Reagan foi levado no final do dia para a Kingsley and Gates Funeral Home em Santa Mônica, Califórnia, onde simpatizantes prestaram homenagens. Em 7 de junho, seu corpo foi levado para a Biblioteca Presidencial Ronald Reagan, onde uma breve cerimônia privada foi realizada. O caixão foi exibido no hall de entrada da Biblioteca até 9 de junho; mais de 100 000 foram até a biblioteca para ver o caixão. Em 9 de junho, foi levado de avião para Washington, D.C., onde se tornou o décimo presidente dos Estados Unidos a ter um funeral de estado; nas 34 horas possíveis, 104 684 pessoas foram até a Rotunda do Capitólio para o velório.
Em 11 de junho, um funeral de estado foi realizado na Catedral Nacional de Washington, sendo presidido pelo presidente George W. Bush. Elogios foram dados pela ex-primeira ministra Margaret Thatcher, pelo ex-primeiro-ministro canadense Brian Mulroney, e pelos presidentes George H. W. Bush e George W. Bush. Também estiveram presentes Mikhail Gorbachev, e muitos líderes mundiais, incluindo o primeiro-ministro britânico Tony Blair, o Príncipe Charles, representando a Rainha Elizabeth, o chanceler alemão Gerhard Schröder, o secretário-geral da ONU Kofi Annan, o primeiro-ministro italiano Silvio Berlusconi, e os presidentes interinos Hamid Karzai do Afeganistão, e Ghazi al-Yawer do Iraque. Dignitários de 165 nações também participaram.
Após o funeral de estado em Washington, seu caixão foi levado de volta para a Biblioteca Presidencial Ronald Reagan em Simi Valley, Califórnia, onde outra cerimônia foi realizada durante a qual o presidente Reagan foi sepultado. No momento de sua morte, era o presidente mais longevo na história dos Estados Unidos com 93 anos e 120 dias (2 anos, 8 meses e 23 dias a mais do que John Adams). Atualmente, é o quarto presidente mais longevo, atrás de Gerald Ford, que morreu com 93 anos, George H. W. Bush, que morreu com 94 anos e Jimmy Carter, que morreu com 100 anos. Foi o primeiro presidente dos Estados Unidos a morrer no século XXI, e seu funeral foi o primeiro funeral de estado nos Estados Unidos desde o do presidente Lyndon B. Johnson em 1973.
Em seu túmulo, recordando as palavras que ele havia falado durante a inauguração da biblioteca, está escrito: "Eu sei em meu coração que o homem é bom, que o que é certo irá sempre triunfar e que existe um propósito e valor a cada vida".

## Legado

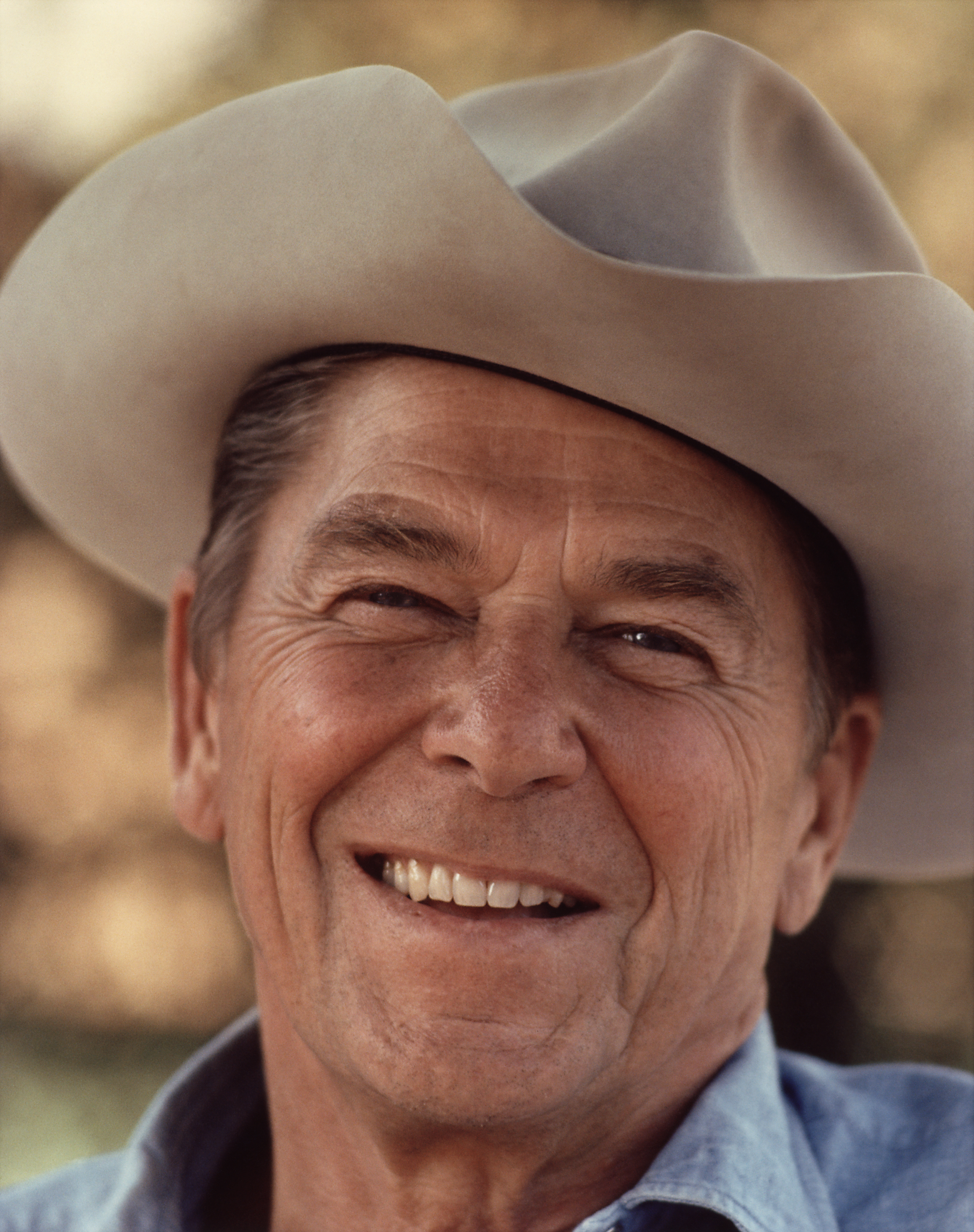
Ronald Reagan em 1976 no Rancho del Cielo.

Desde que deixou a presidência em 1989, um intenso debate sobre o seu legado é feito entre historiadores, estudiosos e o público em geral. Os defensores apontam para uma economia mais eficiente e próspera como resultado das políticas econômicas, os triunfos da política externa, incluindo um fim pacífico para a Guerra Fria, e uma restauração do orgulho e da moral norte-americana. Os defensores também argumentam que Reagan restaurou a fé no sonho americano com o seu amor inabalável pelos Estados Unidos após um declínio na confiança e autoestima dos norte-americanos sob a fraca liderança de Jimmy Carter, particularmente durante a crise dos reféns no Irã, mas também por sua perspectiva sombria para o futuro dos Estados Unidos durante a eleição de 1980. Os críticos afirmam que as políticas econômicas resultaram em um aumento dos déficits orçamentais, a crescentes desigualdades sociais, um aumento de sem-tetos e que o caso Irã-Contras reduziu a credibilidade do país.
Apesar do contínuo debate em torno de seu legado, muitos estudiosos liberais e conservadores concordam que Reagan foi o presidente mais influente desde Franklin D. Roosevelt, deixando sua marca na política norte-americana, diplomacia, cultura e economia graças a sua comunicação eficaz, o seu patriotismo dedicado e comprometimento pragmático. Desde que deixou o cargo, historiadores chegaram a um consenso, resumido pelo historiador britânico Michael J. Heale, que acredita que os estudiosos agora concordam que Reagan reabilitou o conservadorismo, praticando-o de forma pragmática com uma ideologia equilibrada, virando a nação para a direita, reavivando a fé na presidência e no excepcionalismo americano, e contribuindo para a vitória na Guerra Fria. Seus críticos, contudo, afirmam as políticas de Reagan pouco impactaram o fim da Guerra Fria.

### Guerra Fria
A Guerra Fria foi um grande esforço político, econômico e militar por mais de quatro décadas, mas o confronto entre as duas superpotências tinha diminuído drasticamente até o final da presidência de Reagan. A importância de seu papel para o fim da Guerra Fria tem estimulado um debate controverso e opinativo. Que Reagan desempenhou um papel na contribuição para a queda da União Soviética é acordado coletivamente, mas a extensão deste papel é continuamente debatido. Muitos acreditam que suas políticas militares e econômicas, a retórica linha dura contra a União Soviética e o comunismo, e as conferências com o secretário-geral Gorbachev desempenharam um papel significativo para o fim da Guerra Fria.

Ronald Reagan e o líder soviético Mikhail Gorbachev durante um encontro em 1985.

Reagan foi o primeiro presidente pós-Segunda Guerra Mundial a colocar em prática o conceito de que a União Soviética poderia ser derrotada e que não havia necessidade de negociar uma estratégia pós-Détente. Gennady Guerasimov, porta-voz do Ministério das Relações Exteriores da União Soviética durante o governo Gorbachev, disse que a Iniciativa Estratégica de Defesa foi uma "chantagem muito bem-sucedida. ... A economia soviética não podia suportar essa concorrência". Sua retórica agressiva para a URSS teve efeitos mistos; Jeffery W. Knopf observa que ser rotulado de "mal" provavelmente não fez diferença para os soviéticos, mas deu um incentivo para os cidadãos da Europa Oriental a se oporem ao comunismo.
"Um homem que desempenhou um papel fundamental para o fim da Guerra Fria", declarou o Secretário-Geral Gorbachev, que considera Reagan "um grande presidente". Gorbachev não reconhece uma vitória ou derrota dos envolvidos, mas sim um fim pacífico; ele disse que não se intimidou pela retórica dura de Reagan. Margaret Thatcher, ex-primeira-ministra do Reino Unido, declarou: "Ele alertou que a União Soviética tinha um desejo insaciável por poder militar... mas ele também sentiu que o país estava atormentado por sua incapacidade de reformas." Quando Reagan morreu, ela também afirmou: "Ronald Reagan podia dizer, mais do que qualquer outro líder, que havia derrotado a Guerra Fria em nome da liberdade e ele fez isso sem que um único tiro fosse disparado". No entanto, é argumentado com igual peso que Reagan tinha pouco ou nenhum efeito para o fim da Guerra Fria, que a fraqueza interna do comunismo havia se tornado aparente e a União Soviética teria entrado em colapso independentemente de quem estivesse no poder. A política de contenção do presidente Harry Truman também é considerada como uma força por trás da queda da URSS, e a invasão soviética do Afeganistão minou o seu próprio sistema.

### Política nacional

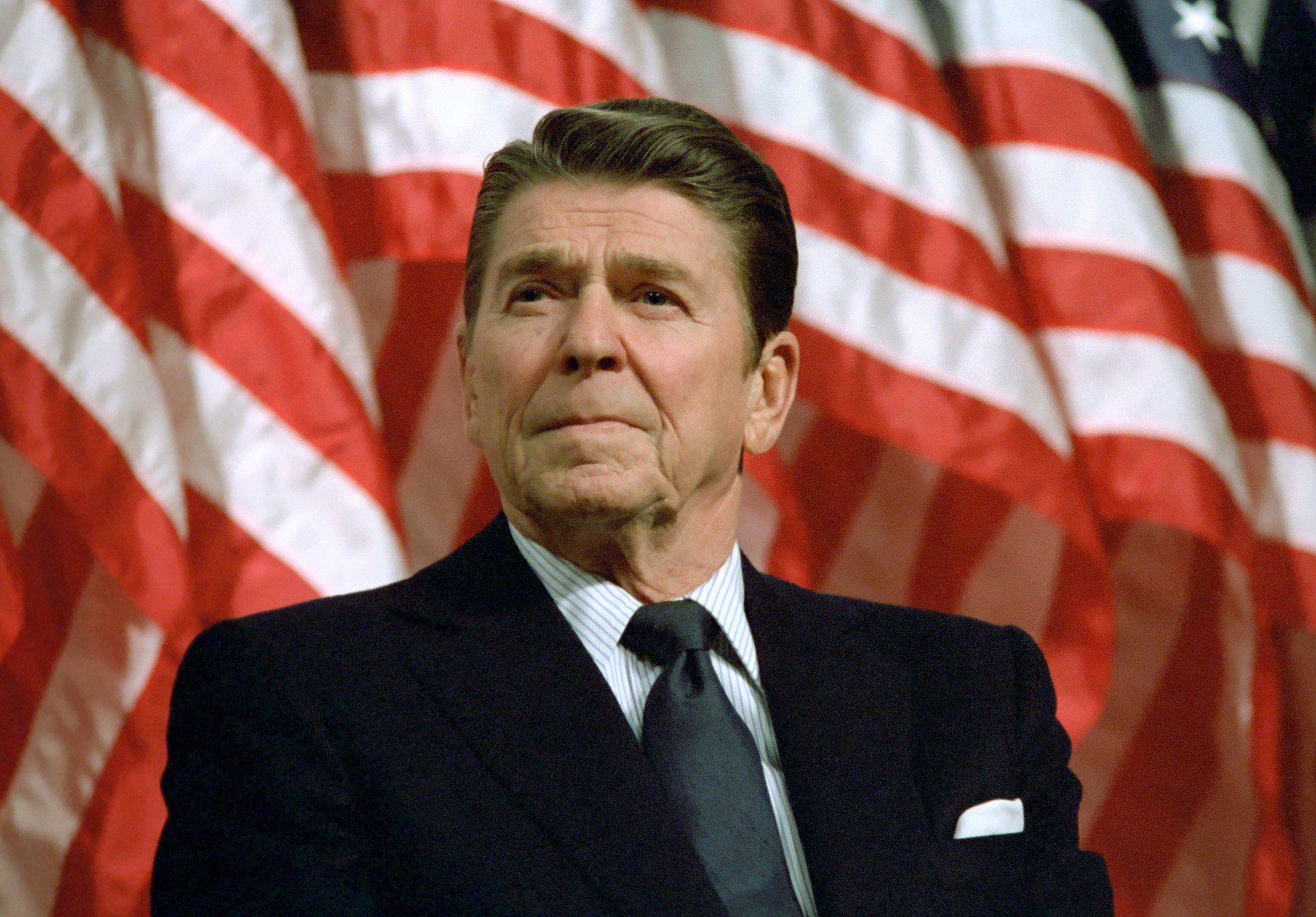
Reagan em Minneapolis, 1982.

Reagan reformulou o Partido Republicano, liderou o movimento conservador moderno e alterou a dinâmica política dos Estados Unidos. Mais pessoas votaram no partido durante sua presidência, e Reagan conseguiu os votos dos eleitores religiosos. Os chamados "Democratas Reagan" resultaram de seu governo.
Depois de deixar o cargo, tornou-se uma influência icônica dentro do Partido Republicano. Suas políticas e crenças têm sido frequentemente invocadas pelos candidatos presidenciais do partido desde 1989. Os candidatos presidenciais republicanos de 2008 e 2016 não foram exceção: além de se assimilarem a Reagan durante os debates preliminares, também imitaram suas estratégias de campanha. John McCain, escolhido pelo partido para a eleição geral, declarou frequentemente que ele chegaria ao poder como "um soldado na Revolução Reagan". A sua famosa declaração de que o "governo não é a solução para os nossos problemas, o governo é o problema" tornou-se o slogan não oficial de comentaristas conservadores e também do movimento Tea Party.
O período da história americana dominado pelas políticas de Reagan na área econômica, militar, social, judiciária e externa é hoje conhecida como a "Era Reagan", e enfatiza que a "Revolução Reagan" teve um impacto duradouro na política interna e externa dos Estados Unidos. A presidência de Bill Clinton (1993-2001) é muitas vezes tratada como uma extensão da Era Reagan, assim como a presidência de George H. W. Bush (1989-1993).

### Imagem cultural e política
Enquanto estava na presidência, não teve os mais altos índices de aprovação, mas a sua popularidade tem aumentado desde 1989. Em 1999, foi considerado o sexto melhor presidente em uma pesquisa do C-SPAN. Em 2005, ficou em segundo lugar em um levantamento do Washington College, atrás apenas de Abraham Lincoln. Em 2011, foi considerado o melhor presidente da história do país por uma pesquisa do Gallup. Em 2014, foi considerado, segundo uma pesquisa conduzida pela Universidade Quinnipiac, o melhor presidente desde a Segunda Guerra Mundial.

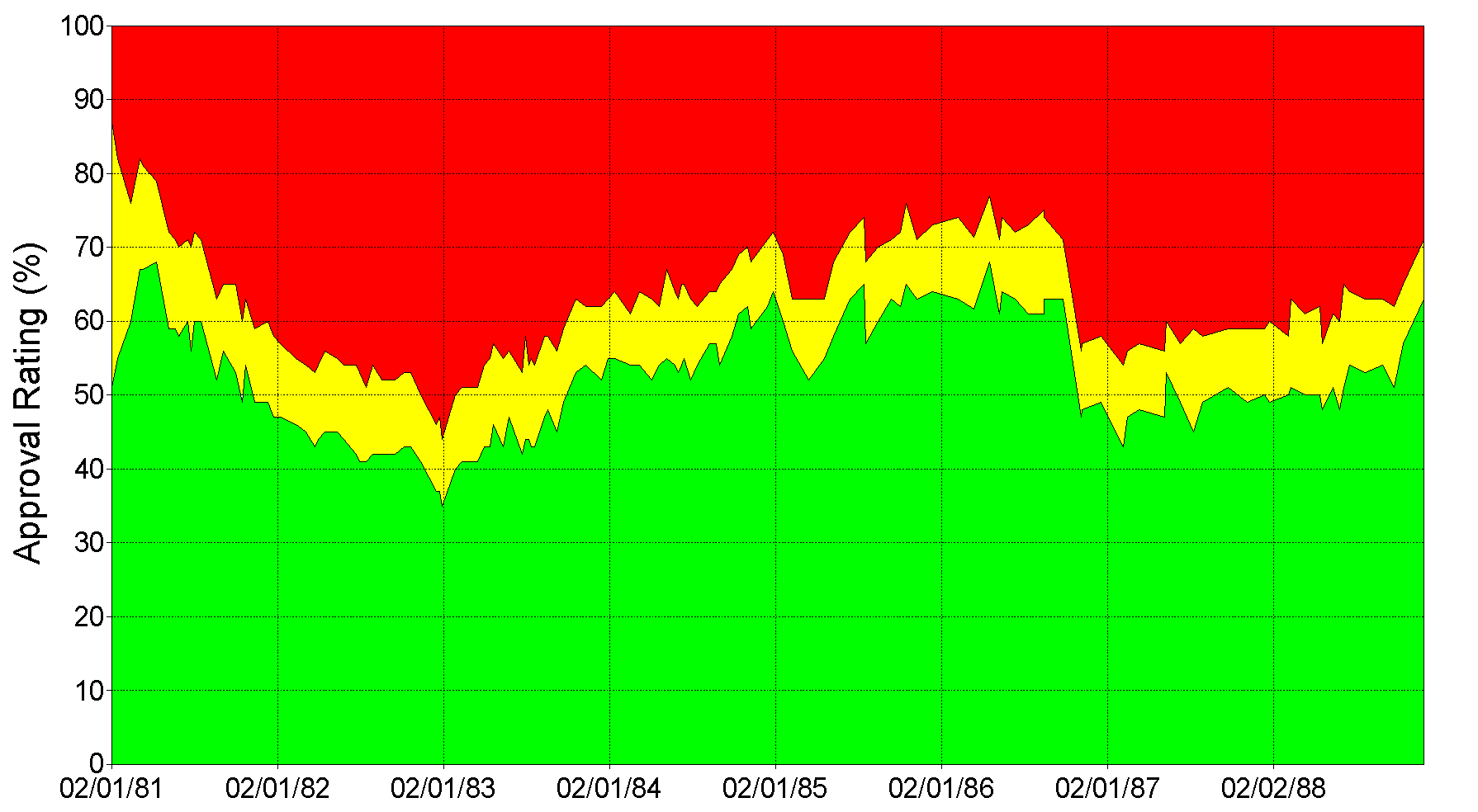
Índices de aprovação de Ronald Reagan (1981—1989, Gallup).

Uma pesquisa acadêmica do Siena College realizada em 1982, a primeira classificação histórica realizada incluindo o seu nome, o indicou como o décimo sexto melhor presidente. As pesquisas acadêmicas realizadas logo após deixar a presidência o avaliaram em classificações semelhantes: vigésimo segundo (1990) e vigésimo (1994) nas pesquisas do Siena. No entanto, os acadêmicos passaram a classificá-lo em colocações de destaque desde 1999. Desde então, suas melhores colocações foram: sexto na do The Wall Street Journal (2005), oitavo na do USPC (2011) e décimo na do C-SPAN (2009).
Sua capacidade de se conectar com os norte-americanos lhe rendeu o apelido de "O Grande Comunicador". Sobre este apelido elogioso, declarou: "Eu ganhei o apelido de grande comunicador. Mas eu nunca pensei que era o meu estilo que fez a diferença—era o conteúdo. Eu não era um grande comunicador, mas eu comuniquei grandes coisas". Sua idade e voz suave transmitiram uma imagem amigável de avô.

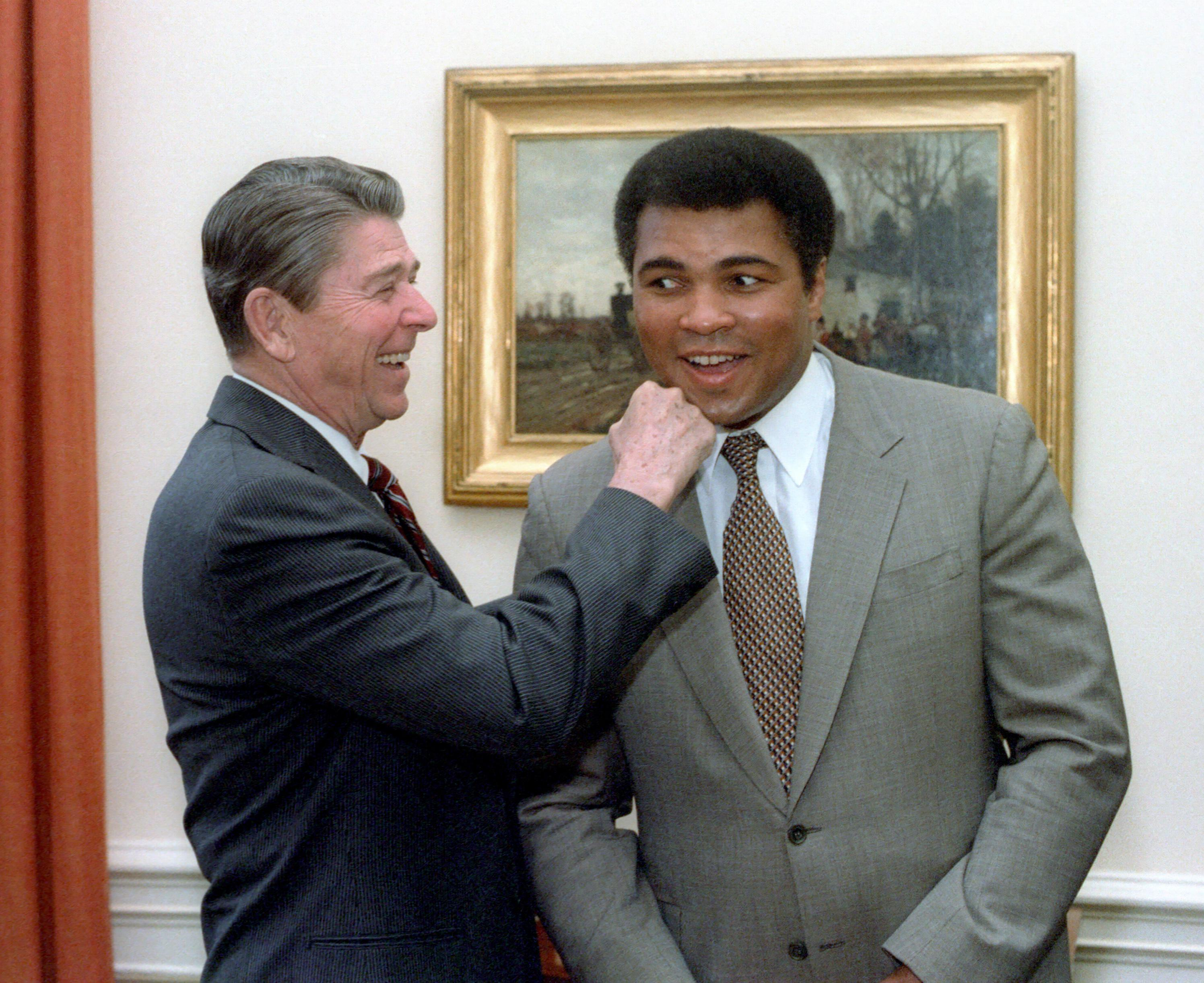
Reagan com Muhammad Ali no Salão Oval em 1983.

Reagan também ganhou o apelido de "O Presidente Teflon" devido ao fato que sua imagem entre o público não foi manchada pelos escândalos de seu governo. As reações do público em relação a Reagan sempre foram mistas; o presidente mais velho foi apoiado por eleitores jovens, e começou uma aliança que empurrou muitos deles para o Partido Republicano. Reagan não se saiu bem com os grupos minoritários, especialmente os afro-americanos. Isto foi em grande parte devido a sua oposição às políticas de ação afirmativa. No entanto, o seu apoio a Israel durante toda a presidência garantiu o apoio de muitos judeus. Enfatizou os valores da família em suas campanhas e durante a presidência, embora foi o primeiro presidente a se divorciar. A combinação de sua oratória, o seu patriotismo desenfreado, suas habilidades de negociação, bem como o uso hábil dos meios de comunicação desempenharam um papel importante na definição da década de 1980 e no seu futuro legado.
Reagan era conhecido por suas brincadeiras frequentes exibidas durante a presidência, e era famoso por sua habilidade para narrar histórias. Suas numerosas piadas foram rotuladas como "gracejos clássicos" e "lendárias". Entre as piadas mais notáveis estão as relacionadas com a Guerra Fria. Em um teste de áudio preparatório para o seu programa semanal de rádio em agosto de 1984, fez a seguinte piada: "Meus compatriotas americanos, tenho o prazer de dizer que eu assinei hoje a legislação que banirá a Rússia para sempre. Começaremos um bombardeio em cinco minutos.".

### Honrarias

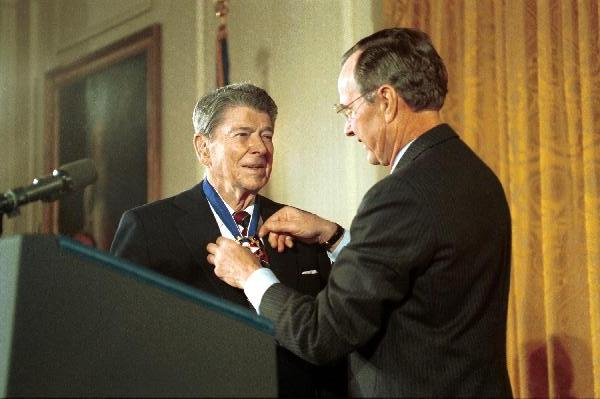
Reagan recebe a Medalha Presidencial da Liberdade de George H. W. Bush em 1993.

Em 1989, foi condecorado com a Ordem do Banho, uma das mais elevadas ordens britânicas. No mesmo ano, o Japão concedeu-lhe a Ordem do Crisântemo, a condecoração mais importante do país.
Em 18 de janeiro de 1993, o presidente George H. W. Bush concedeu-lhe a Medalha Presidencial da Liberdade (premiado com distinção), a maior honra que os Estados Unidos podem outorgar. Em seu aniversário de 87 anos, o presidente Bill Clinton sancionou um projeto de lei que renomeou o Aeroporto Nacional de Washington para Aeroporto Nacional de Washington Ronald Reagan.
Em 1999, foi considerado por uma pesquisa do Gallup uma das pessoas mais admiradas do século XX. Em 2001, o USS Ronald Reagan foi inaugurado em sua honra, sendo o primeiro presidente vivo a receber esta homenagem. Em 16 de maio de 2002, Nancy Reagan aceitou a Medalha de Ouro do Congresso, a mais alta honraria civil concedida pelo Congresso, em nome do presidente e dela mesma.
Em 2005, o Serviço Postal dos Estados Unidos emitiu um selo postal comemorativo para homenageá-lo. No final daquele ano, a Time listou Reagan uma das 100 pessoas mais importantes do século XX. O Discovery Channel criou o programa The Greatest American em junho de 2005 para descobrir o "maior norte-americano de todos os tempos"; Reagan ficou em primeiro lugar, seguido por Abraham Lincoln e Martin Luther King.